# Biserica de lemn din Sântejude

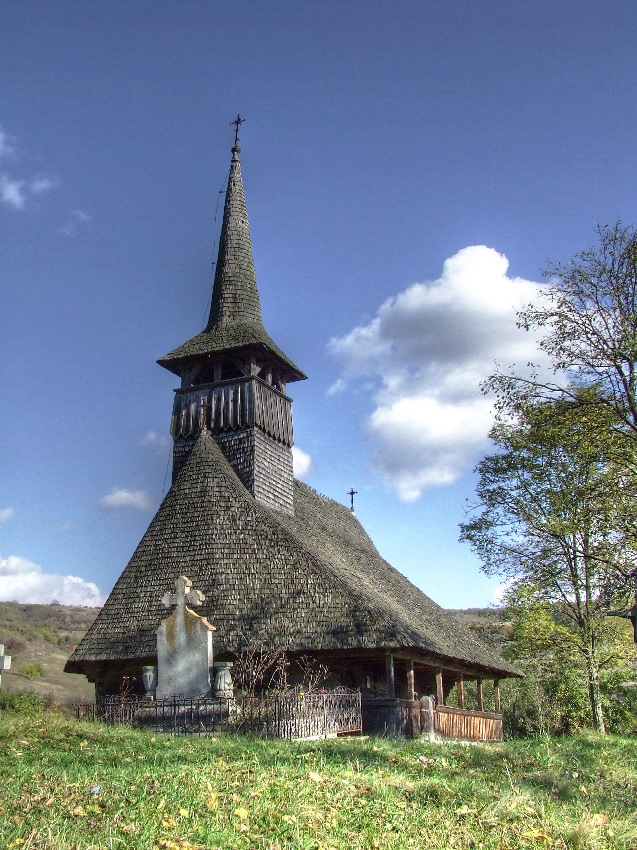
Biserica de lemn din Sântejude, județul Cluj, 2008

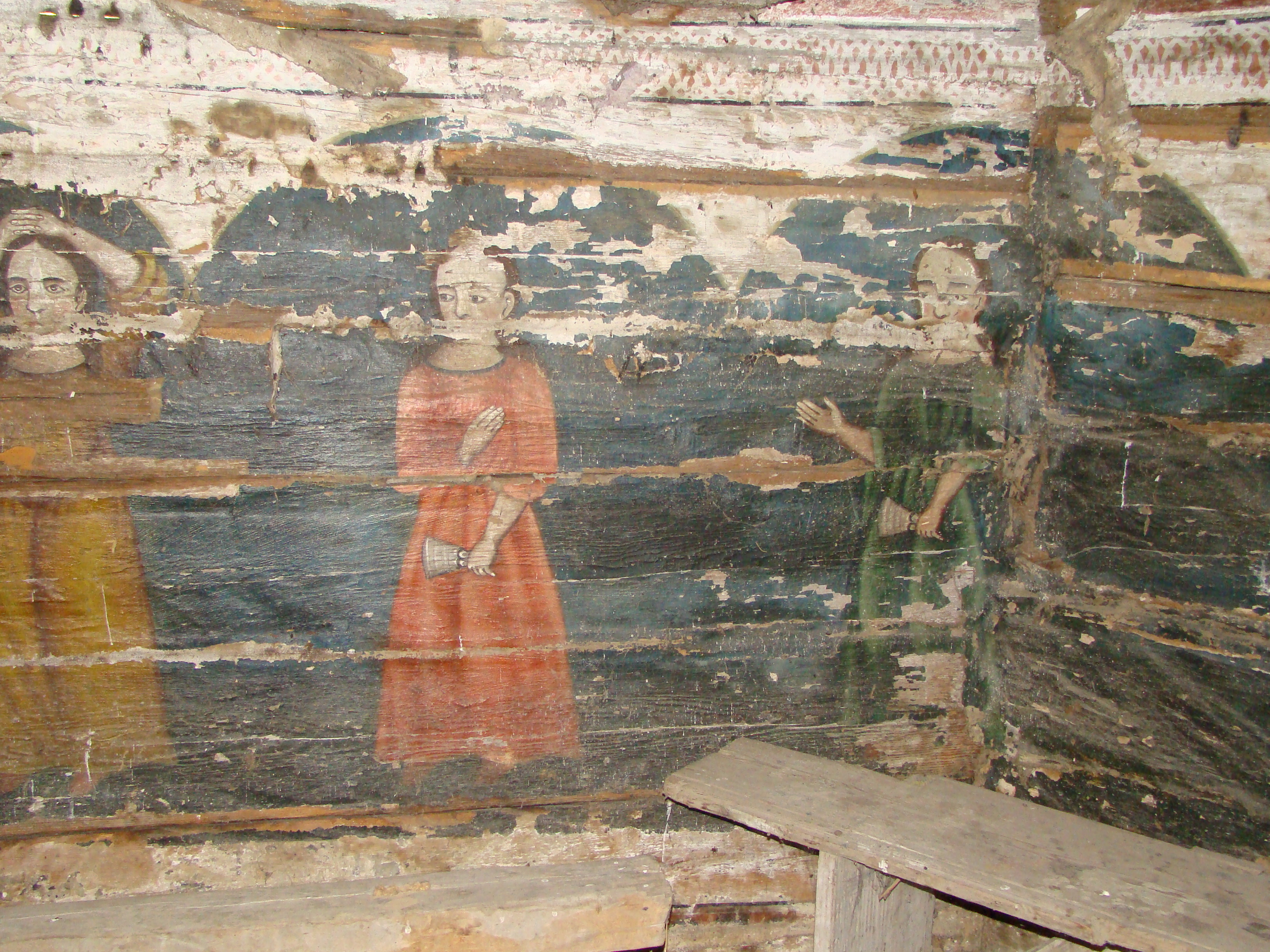
Pictură în pronaosul bisericii

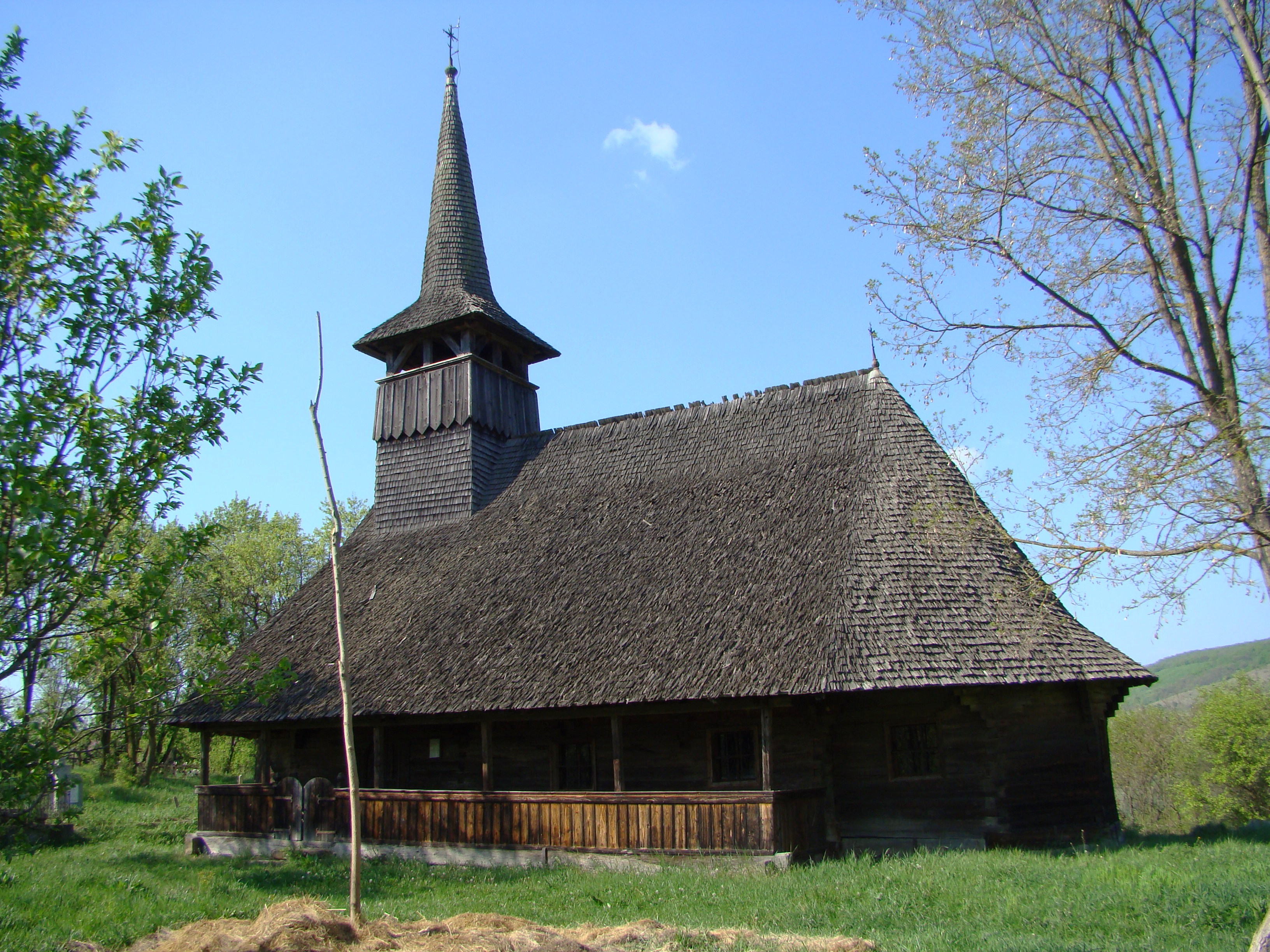
Biserica de lemn „Sfântul Dumitru” din Sântejude, comuna Țaga, județul Cluj, foto: aprilie 2009.

Biserica de lemn din Sântejude, comuna Țaga, județul Cluj, datează din anul 1703. Are hramul „Sfântul Dumitru”. Biserica se află pe noua listă a monumentelor istorice sub codul LMI:  CJ-II-m-B-07757.

## Istoric
Sfântul lăcaș cu hramul „Sfântul Dumitru” din satul Sântejude, comuna Țaga, a fost clădit în anul 1701 pe cheltuiala credincioșilor, după cum reiese din monografia județului Someș, scrisă de Kadar Iosef în anul 1895. Meșterul care a edificat construcția este necunoscut. Este clădită din lemn, cu temelia din piatră, în stil românesc. În anul 1858 a fost renovată pe cheltuiala credincioșilor. Despre reparațiile făcute în anul 1858, an în care a avut loc și refacerea picturii, stă mărturie inscripția din partea de miazănoapte a iconostasului. În anul 1890, la forma inițială a bisericii s-a adăugat un târnaț și corul. În patrimoniul bisericii se află icoane pictate pe sticlă, lemn și sfeșnice. Clopotele, în număr de trei datează din anii: unul din 1860 și două din 1923 și au fost turnate la Sibiu. Ultima renovare a bisericii monument a avut loc în 1980.

## Trăsături
Pictura: Pictura murală din secolul al XVIII-lea se păstrează parțial, mai bine în pronaos, în naos fiind distrusă în cea mai mare parte. Figurile de sfinți de pe pereți sunt reprezentate în mărime naturală, puternic înnegrite însă.
Patrimoniul: Există 3 clopote, cel mai vechi fiind din 1860, toate turnate la Sibiu. Doua din ele au fost strămutate în biserica nouă. Ușile împărătești, prezentând Bunavestire și pe cei patru evangheliști în medalioane, sunt bogat decorate prin traforaj cu motivul viței de vie.
Starea de conservare: este în general bună. Ultima intervenție la monumentul istoric a avut loc la începutul anilor ’80. Șindrila a depășit deja 30 de ani și necesită înlocuire.
De cinci ani nu se mai oficiază slujbe în biserică.

## Imagini din exterior

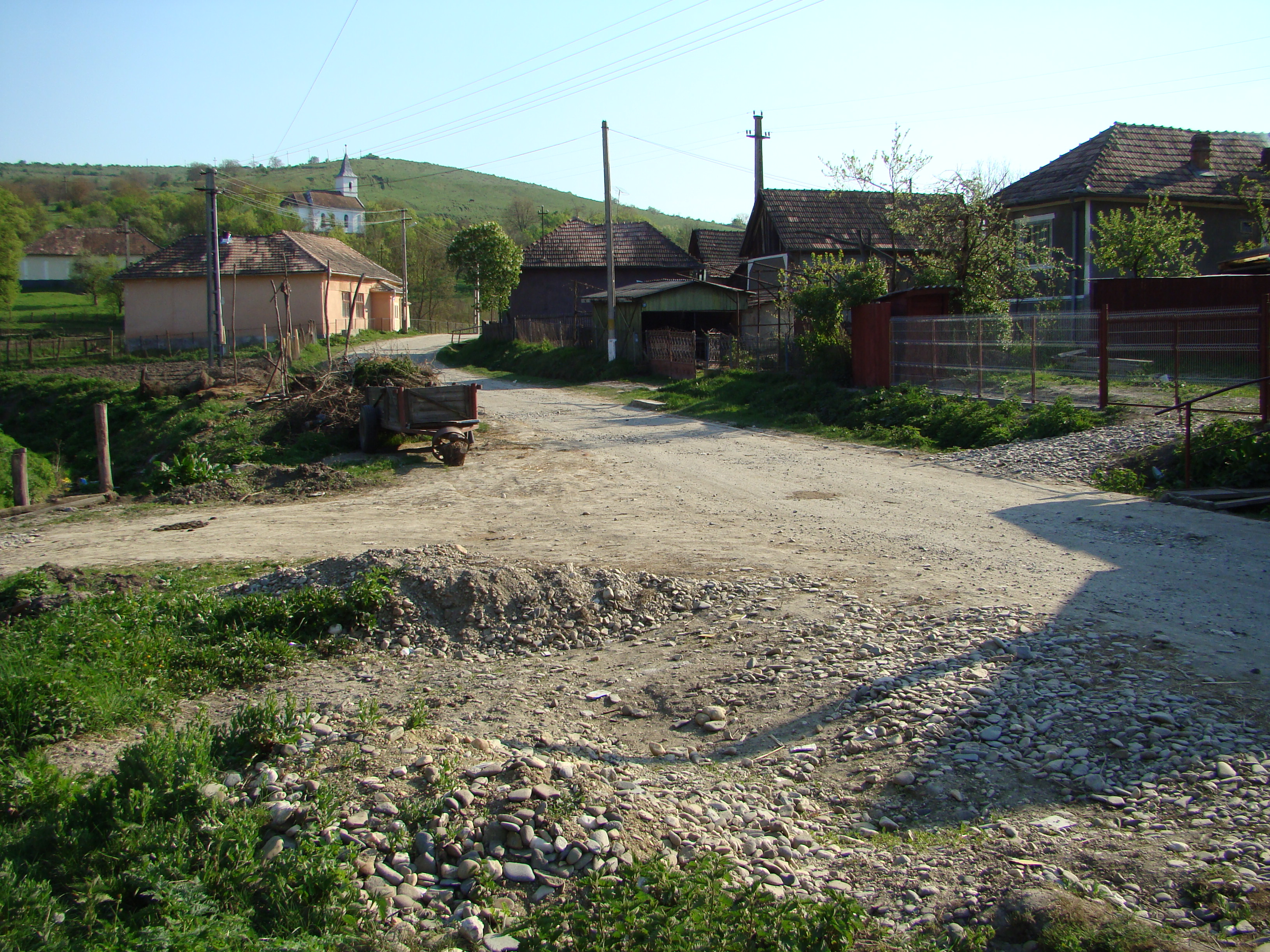
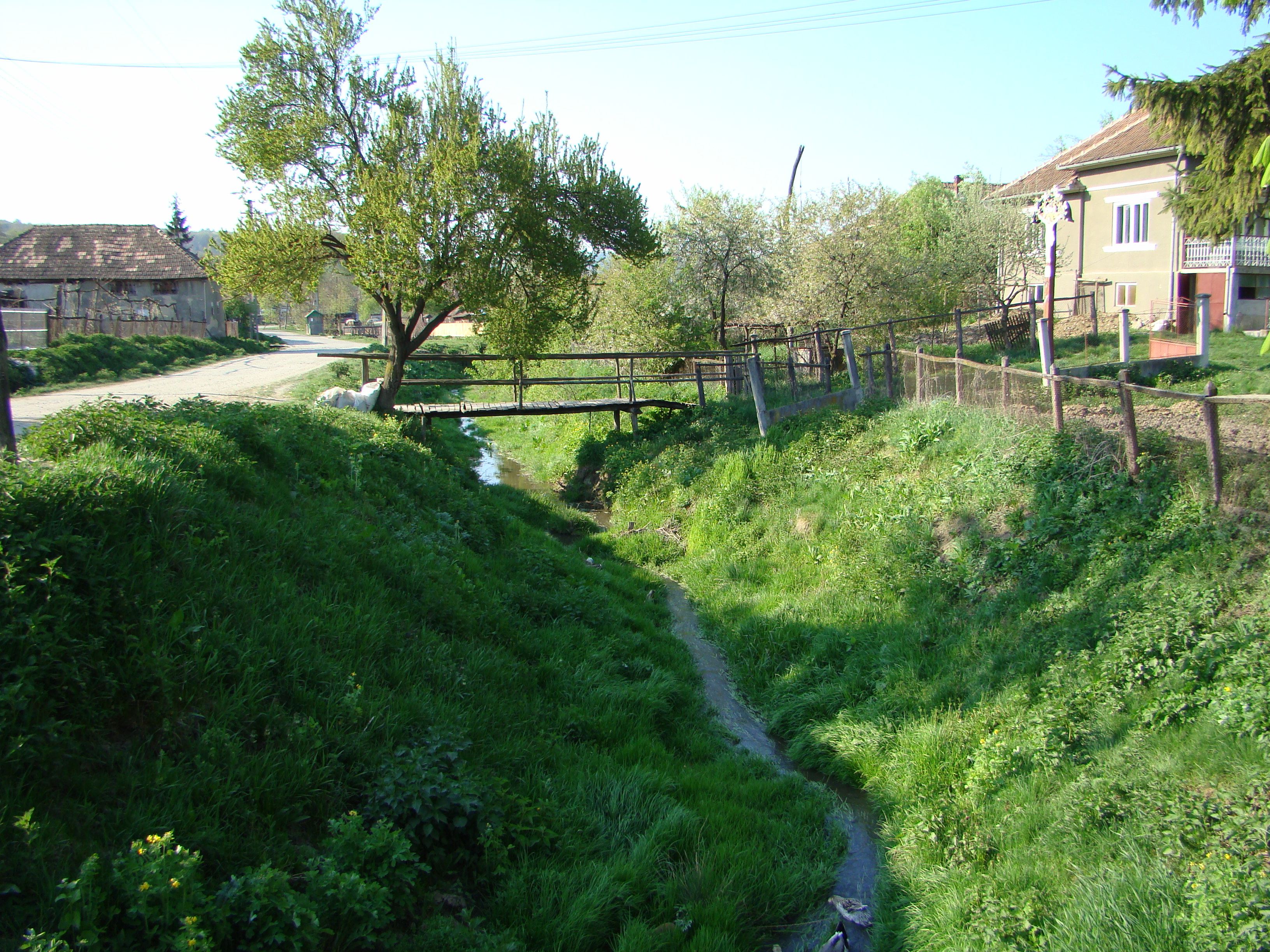
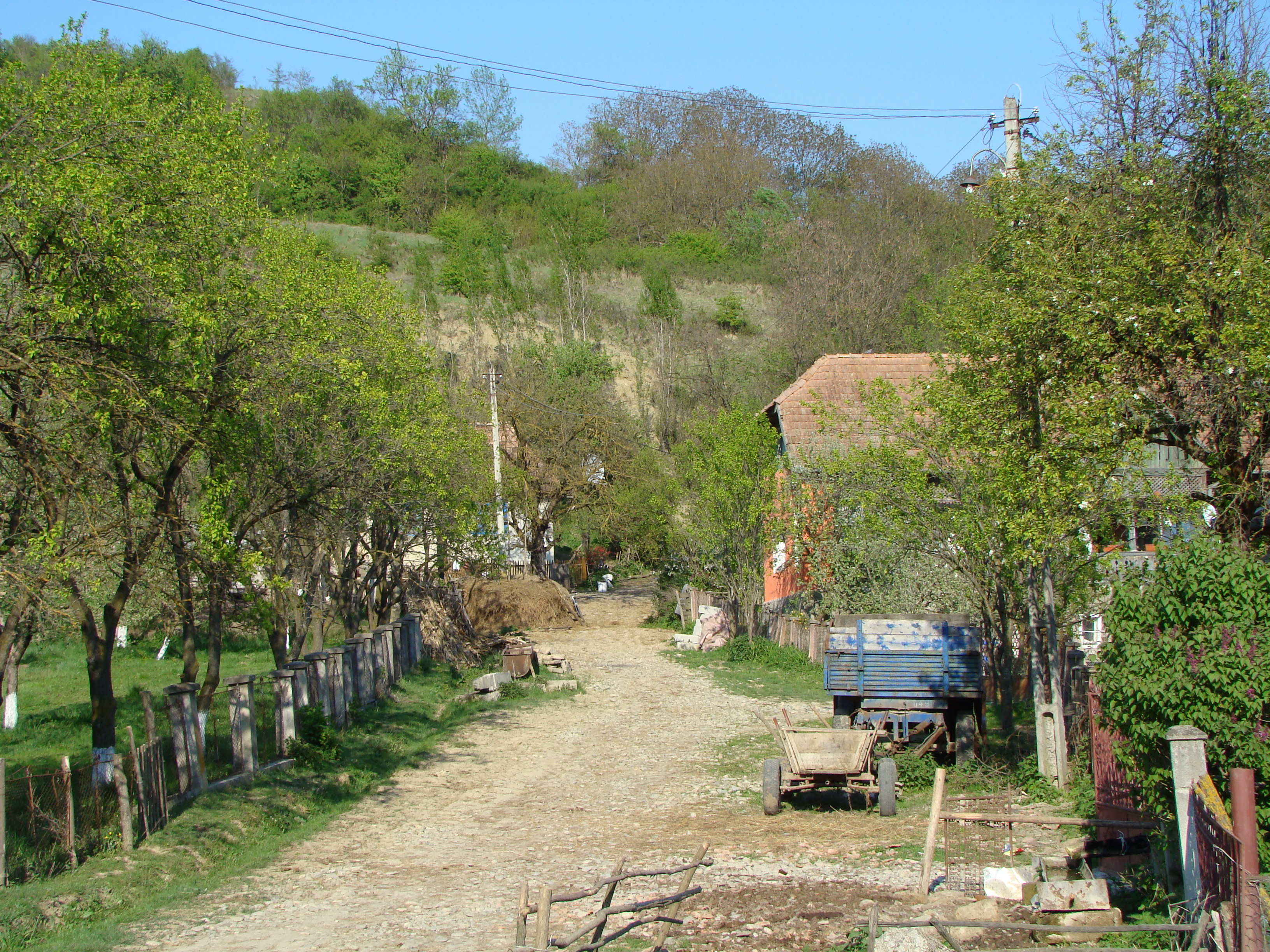
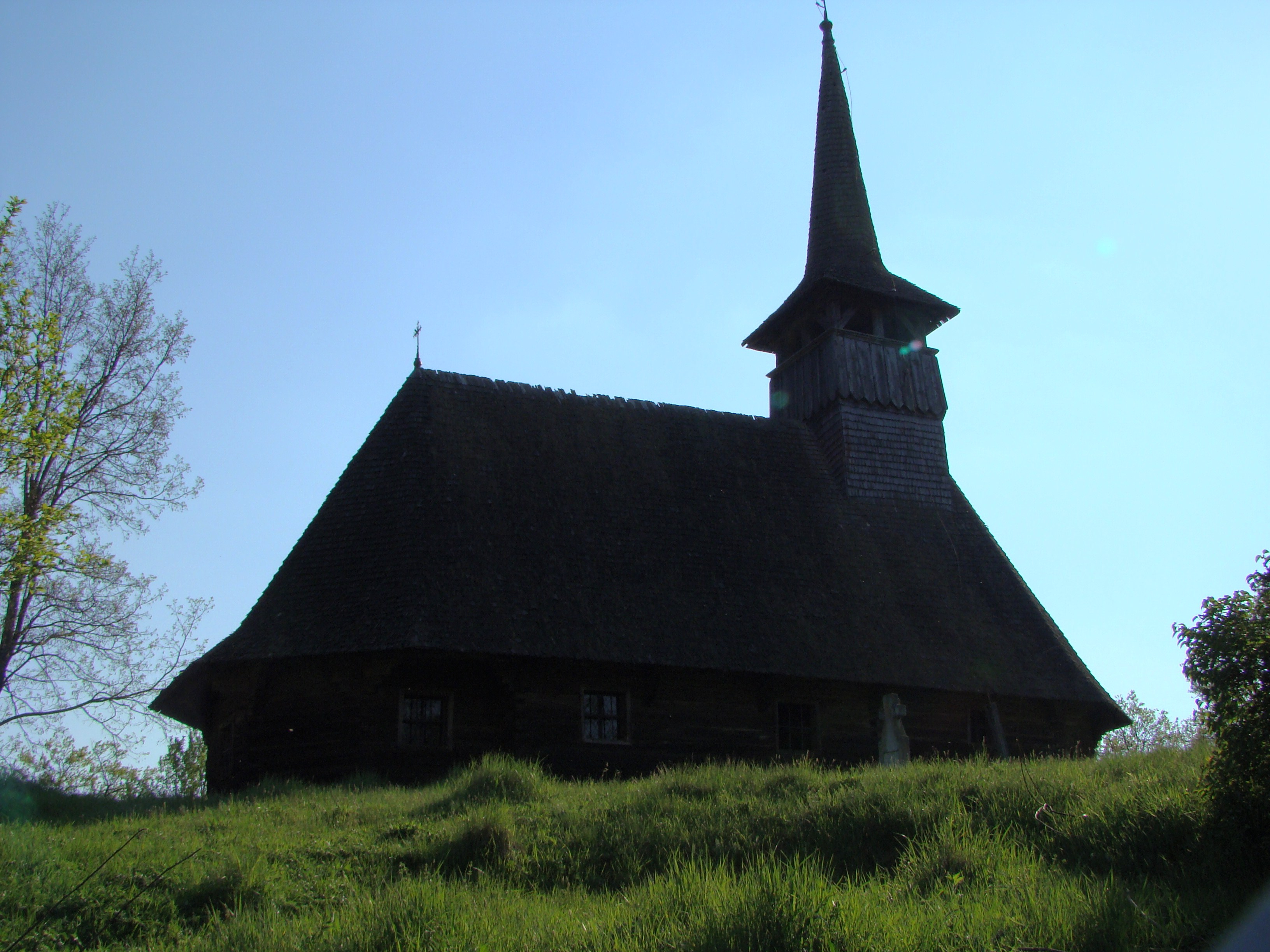
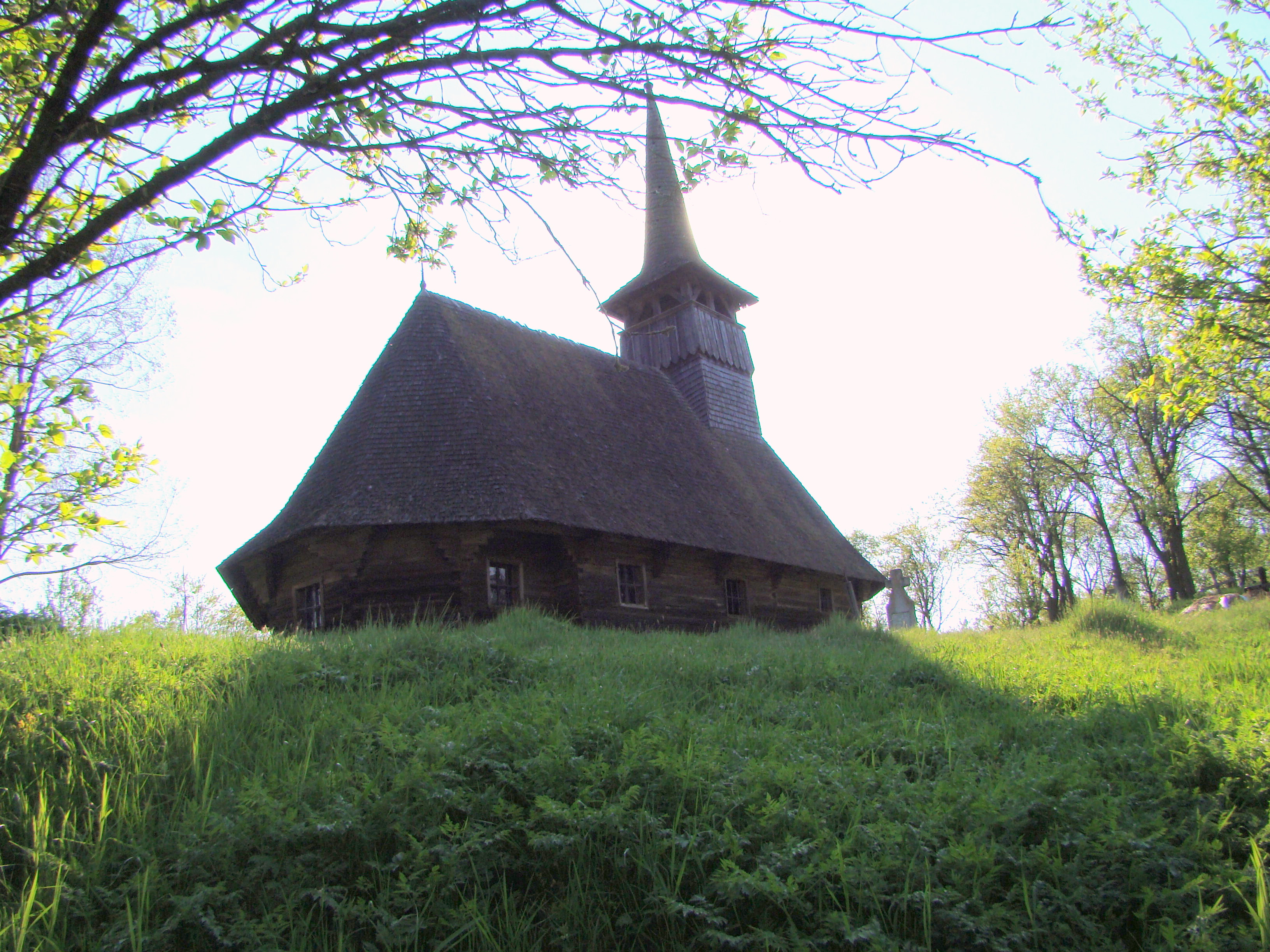
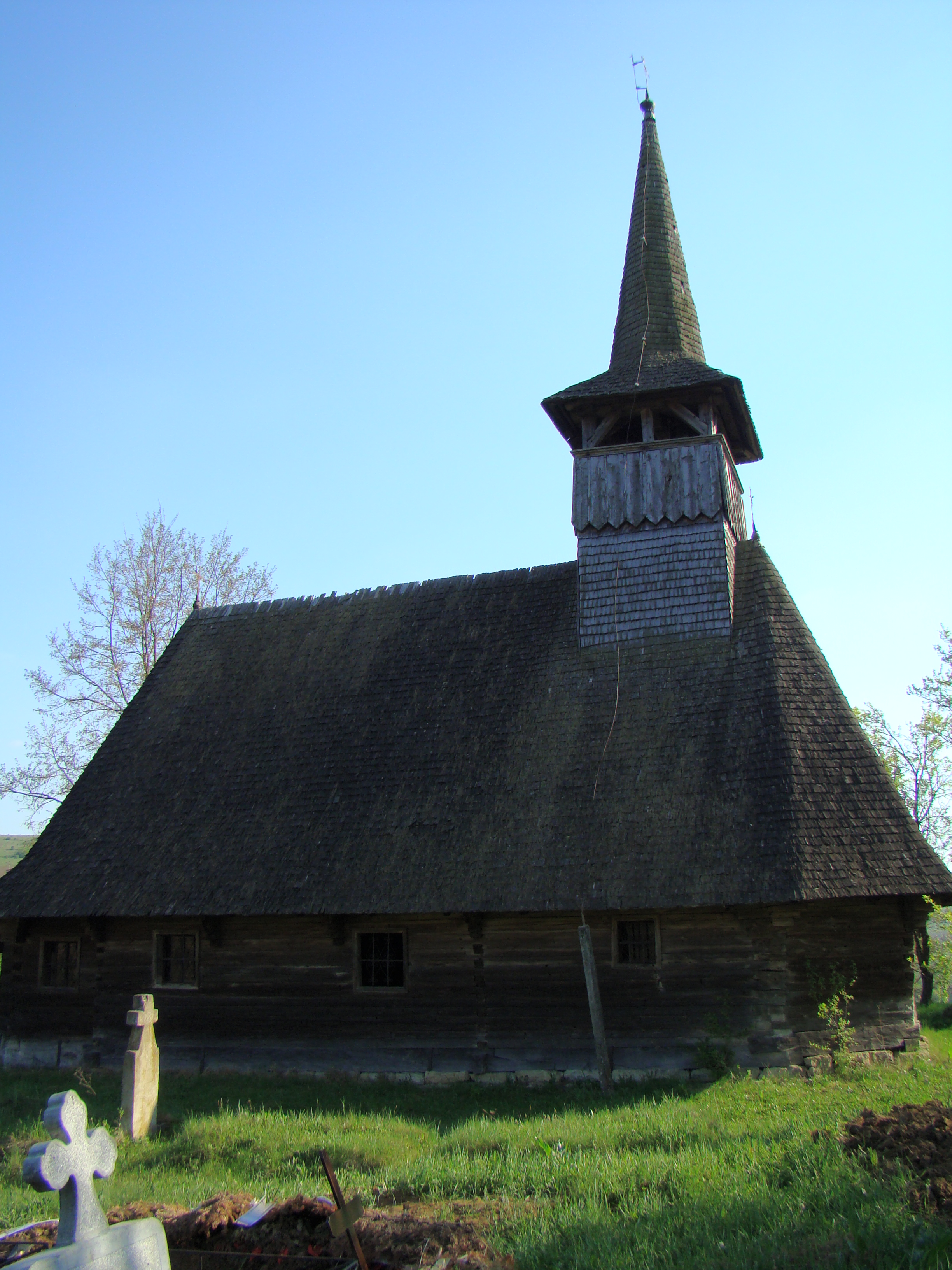
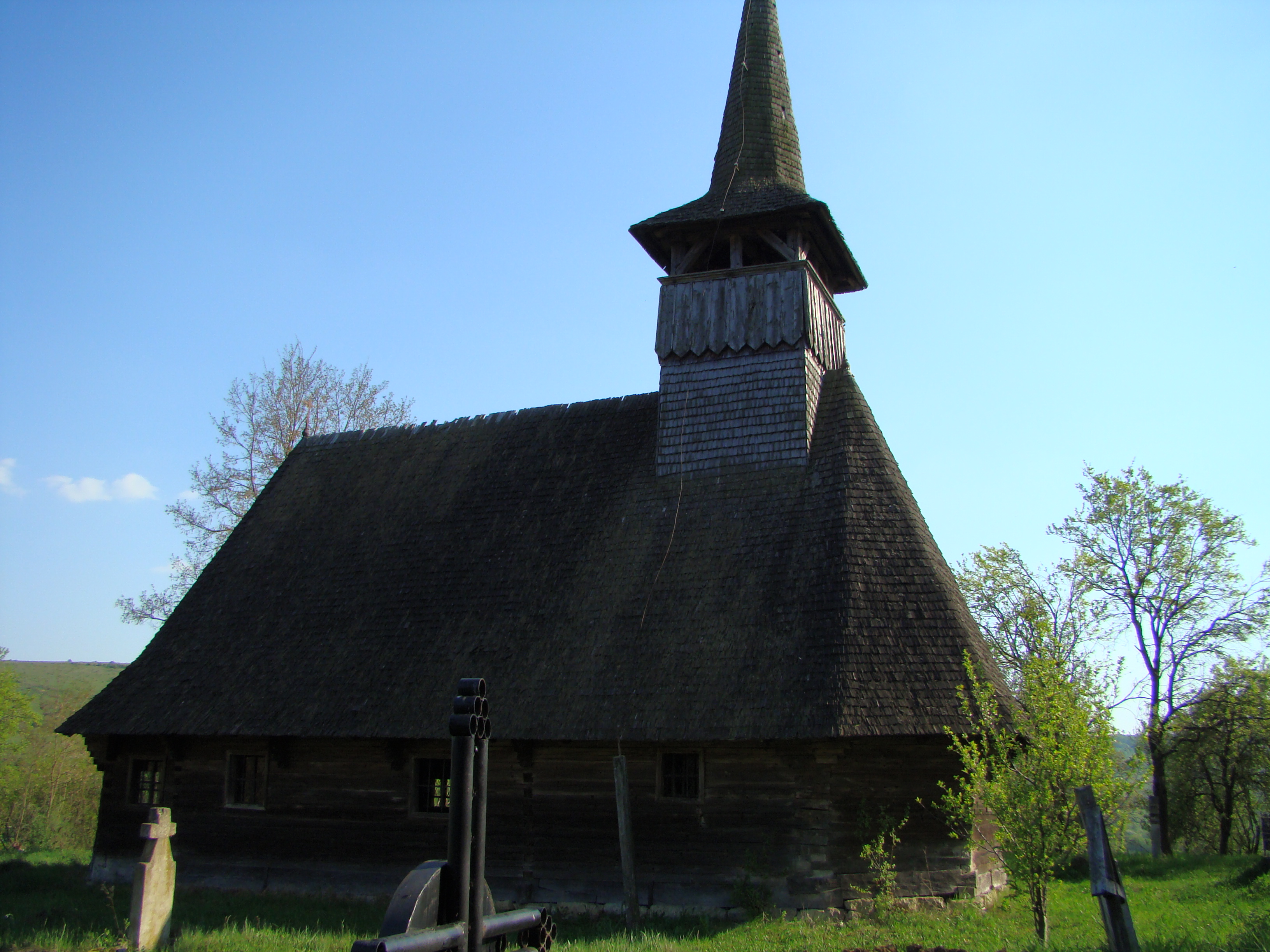
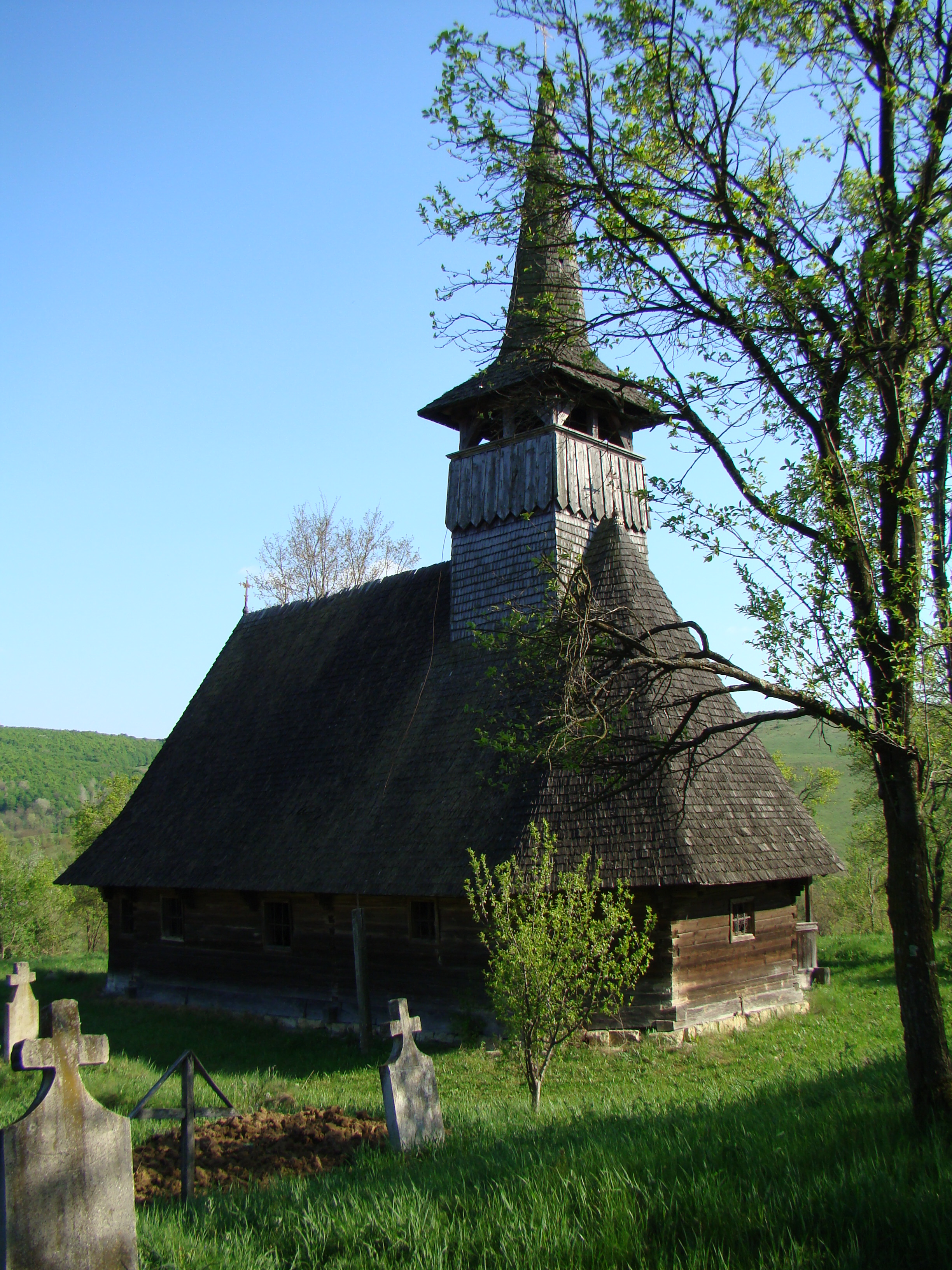
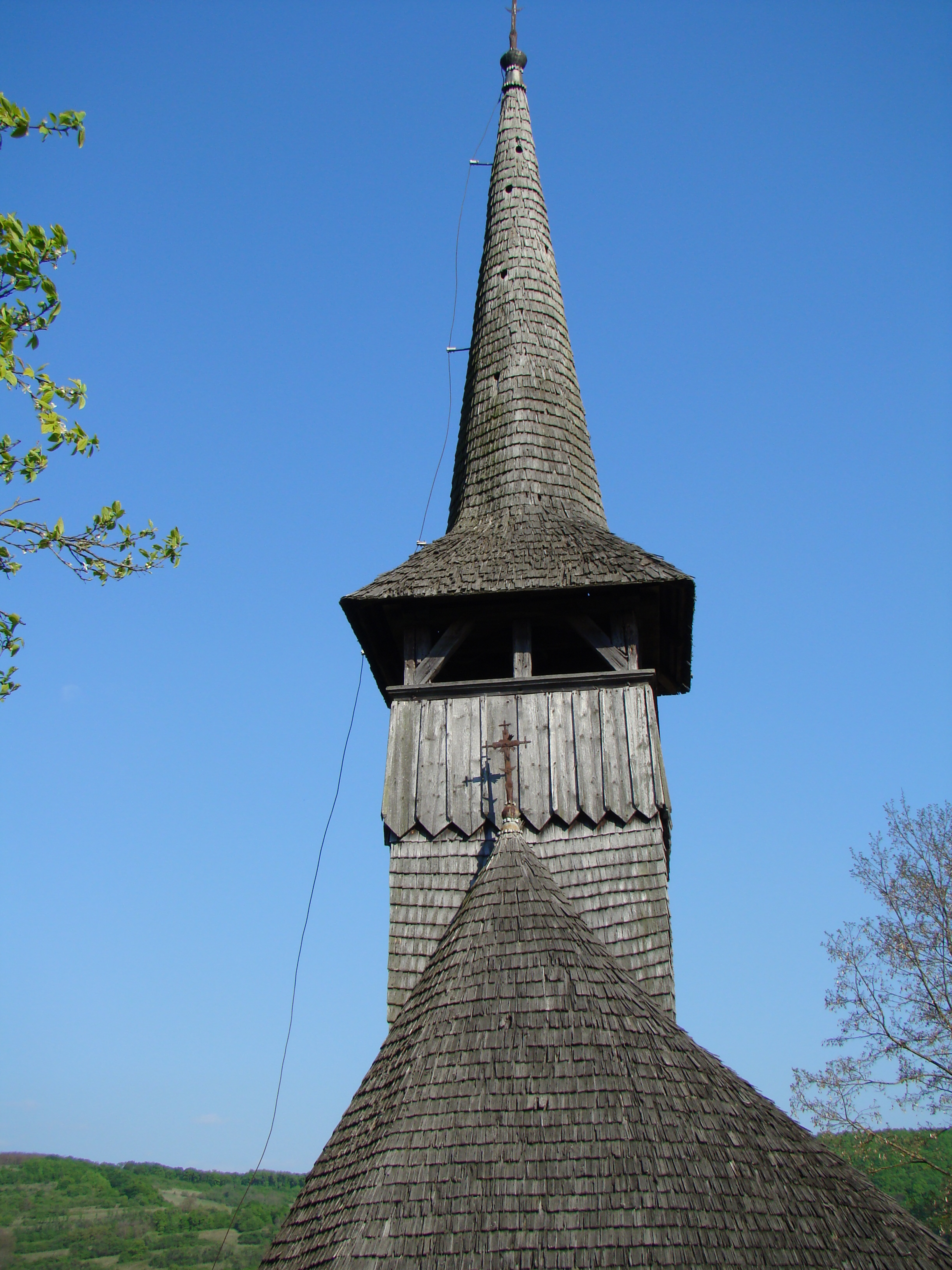
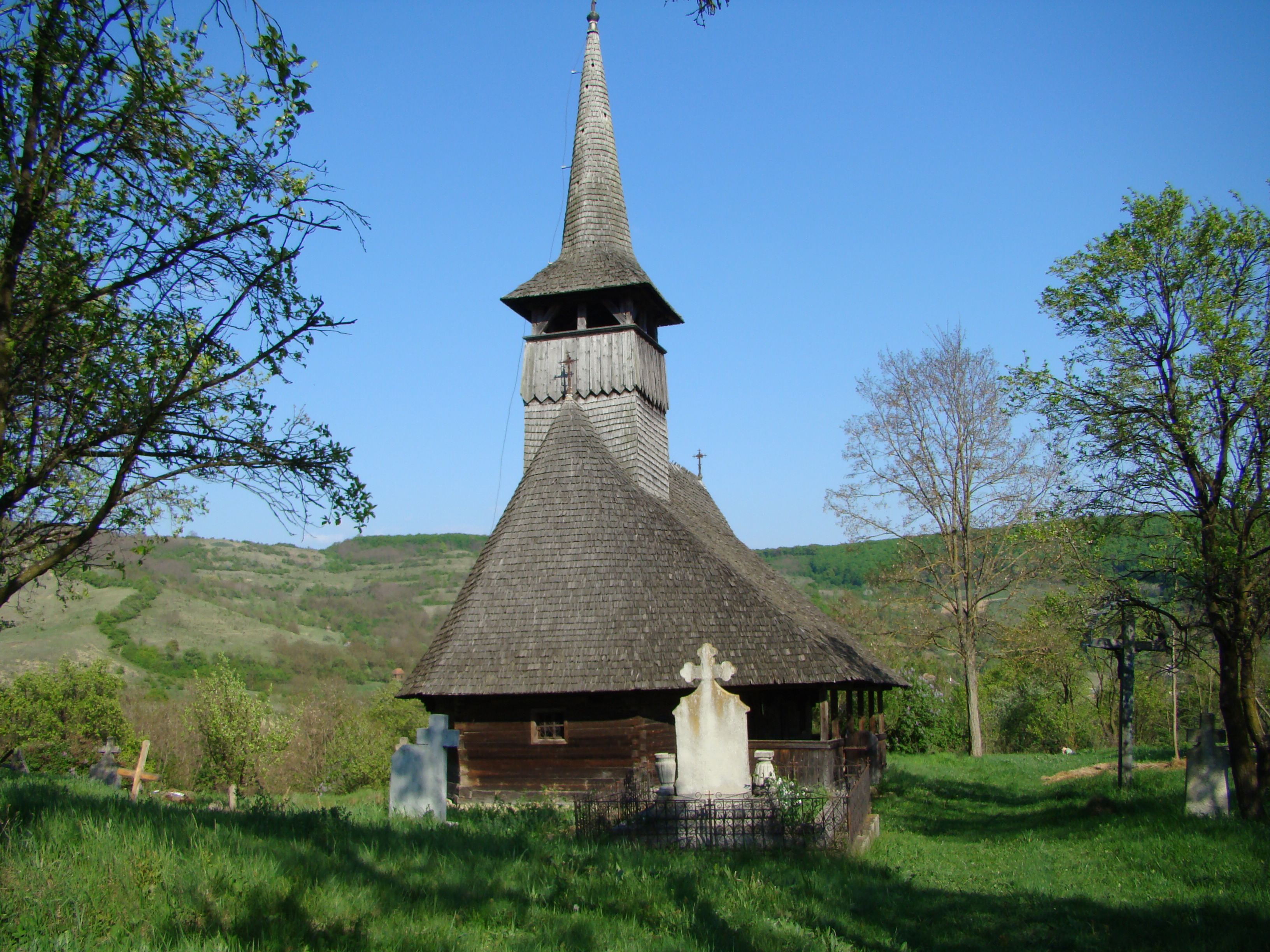
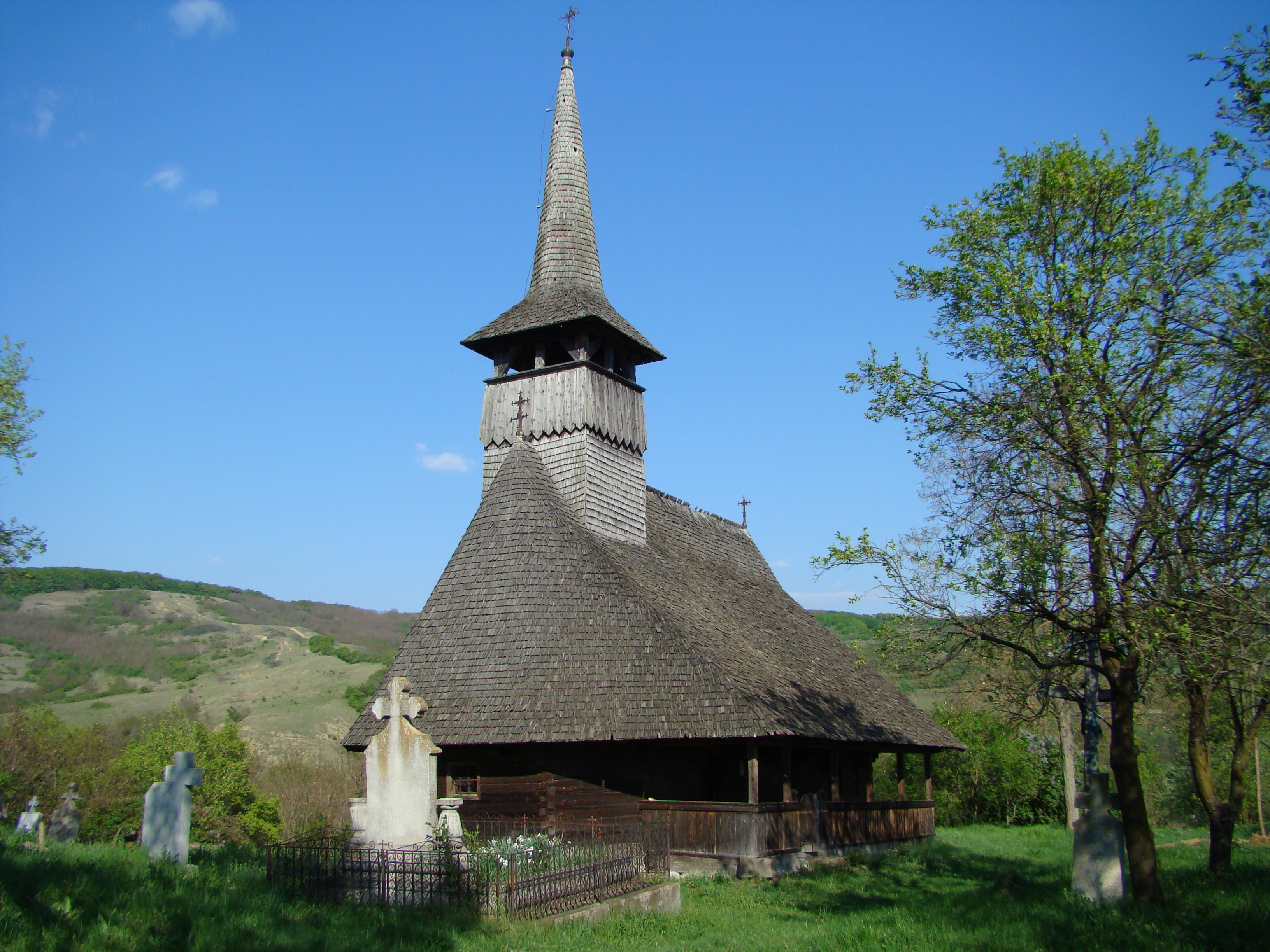
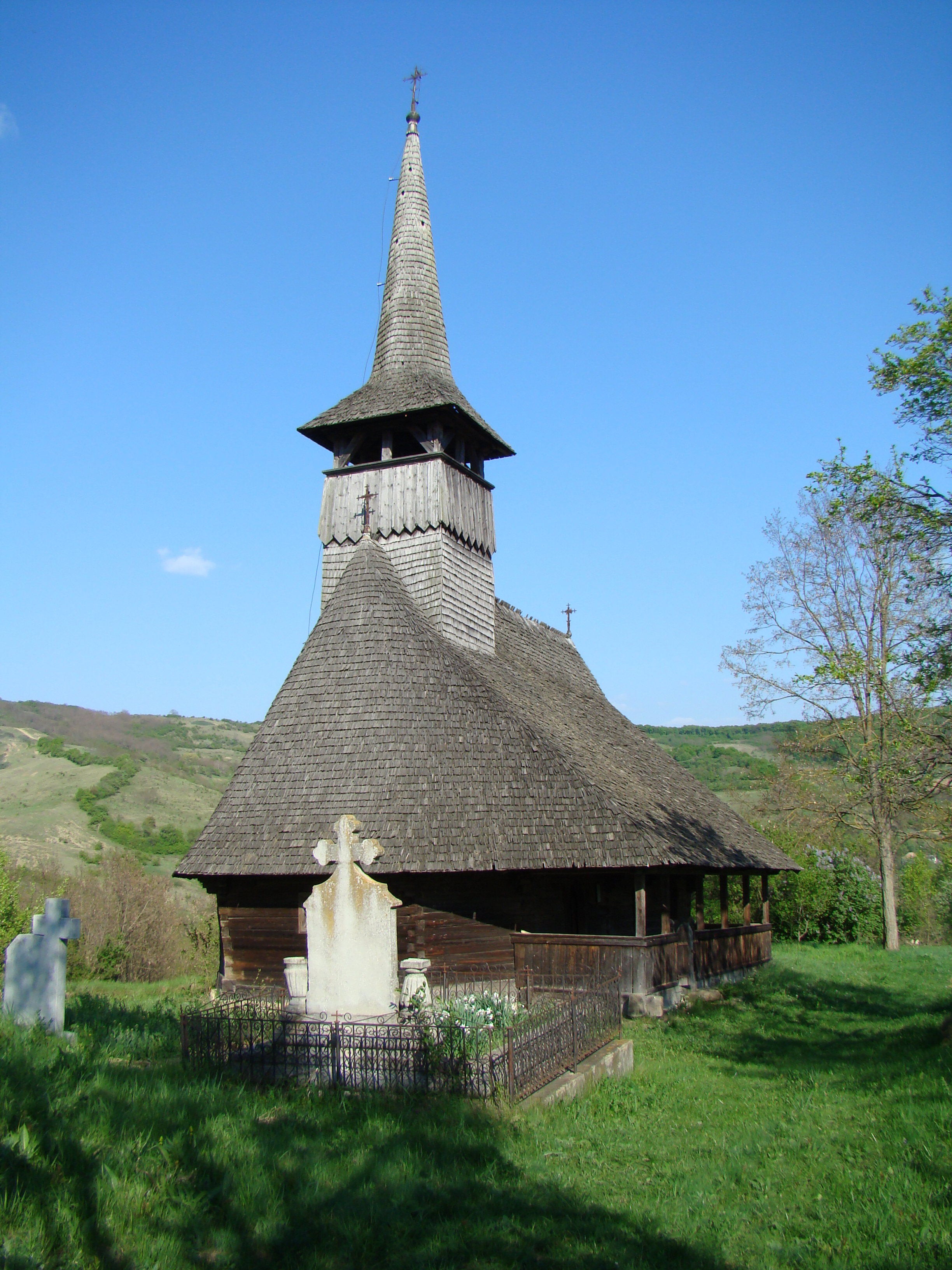
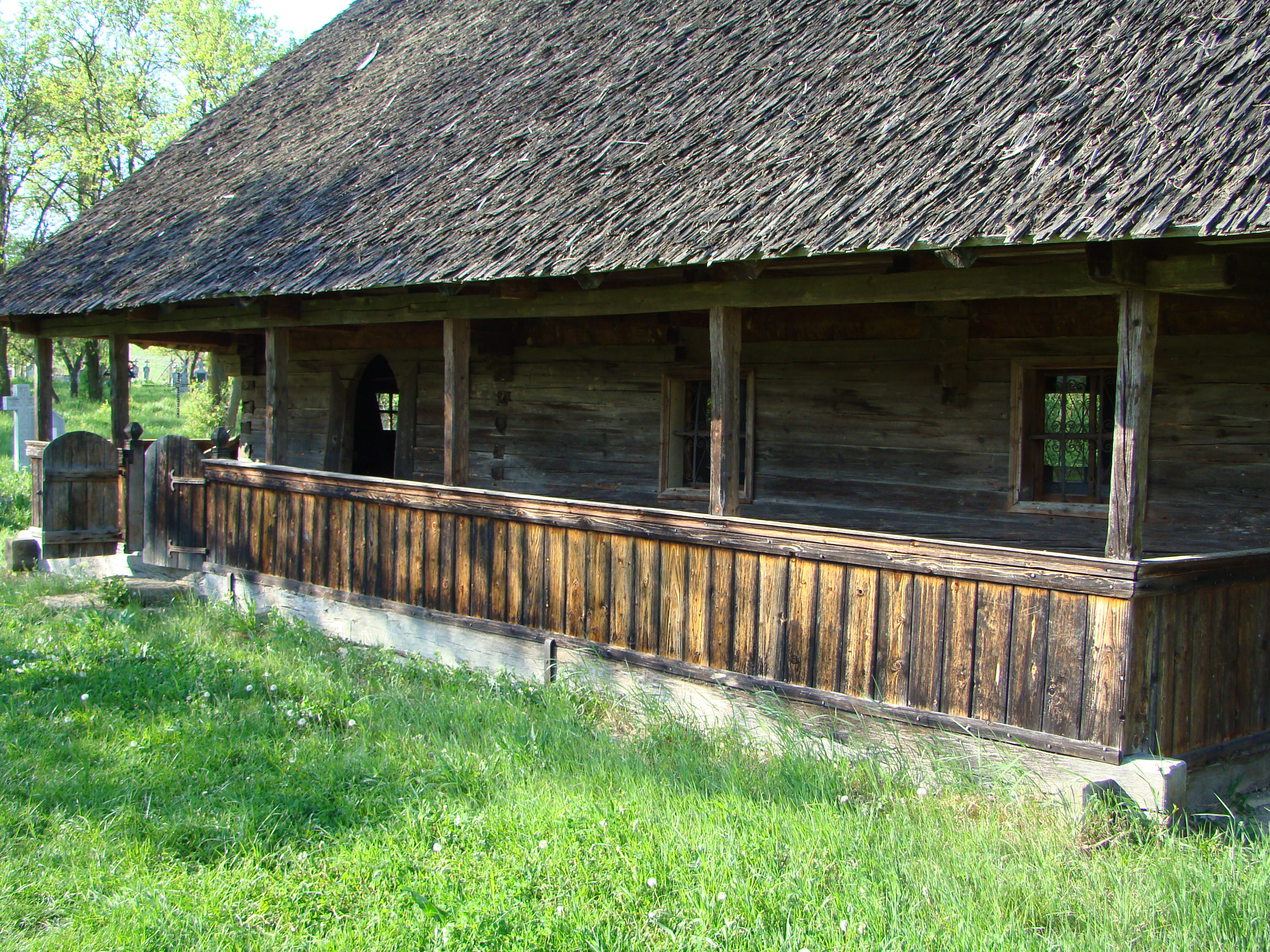
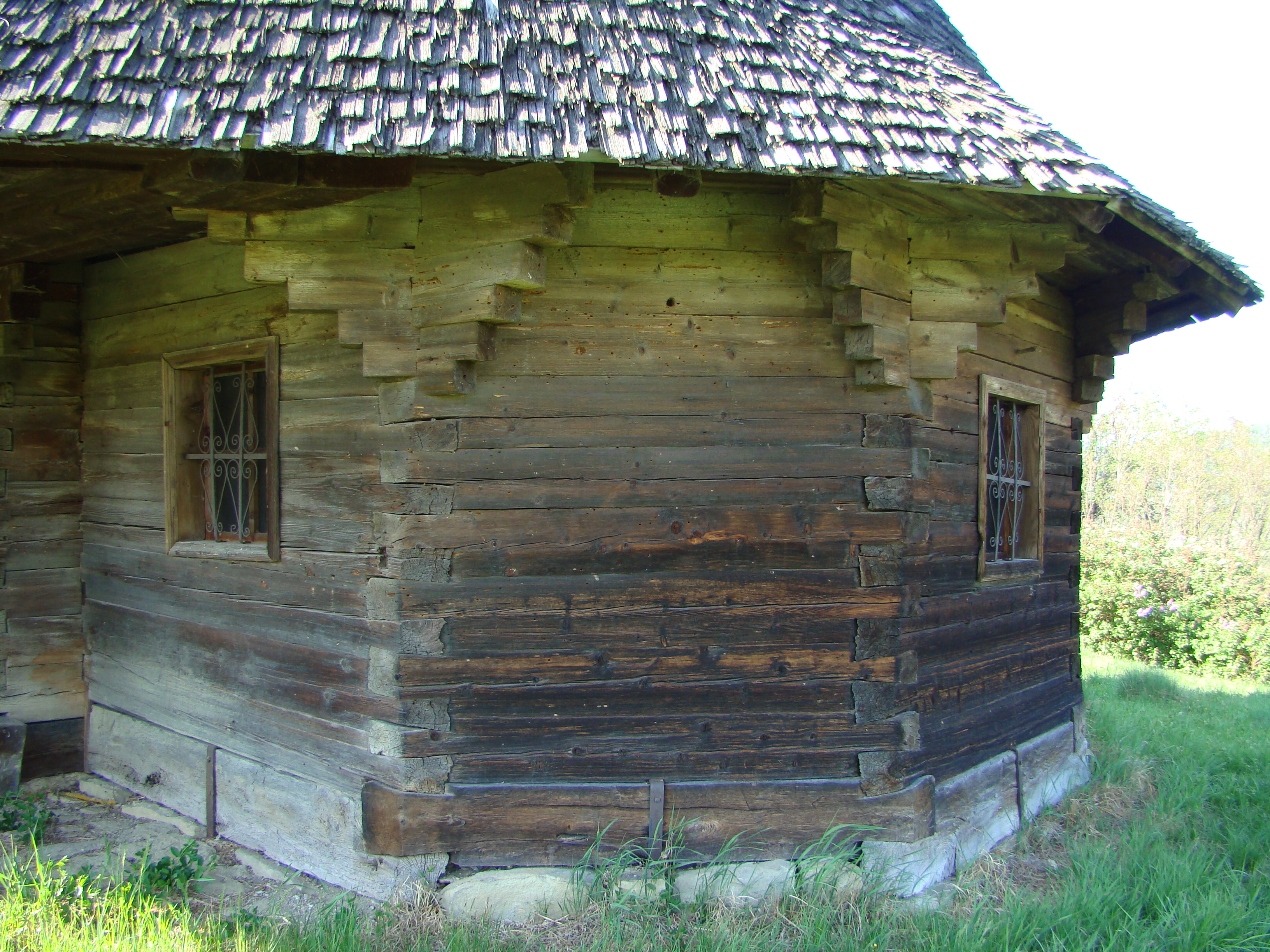
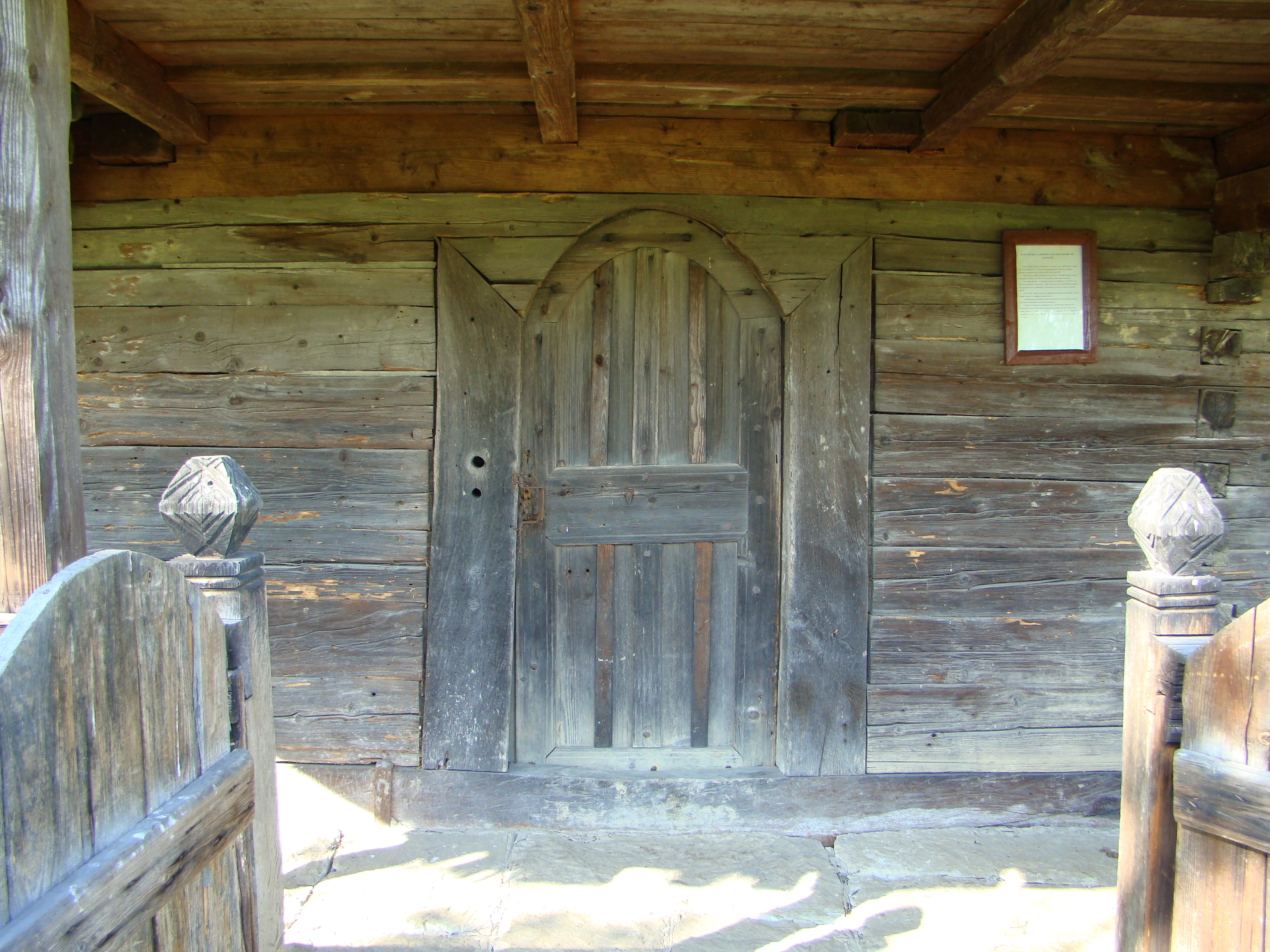
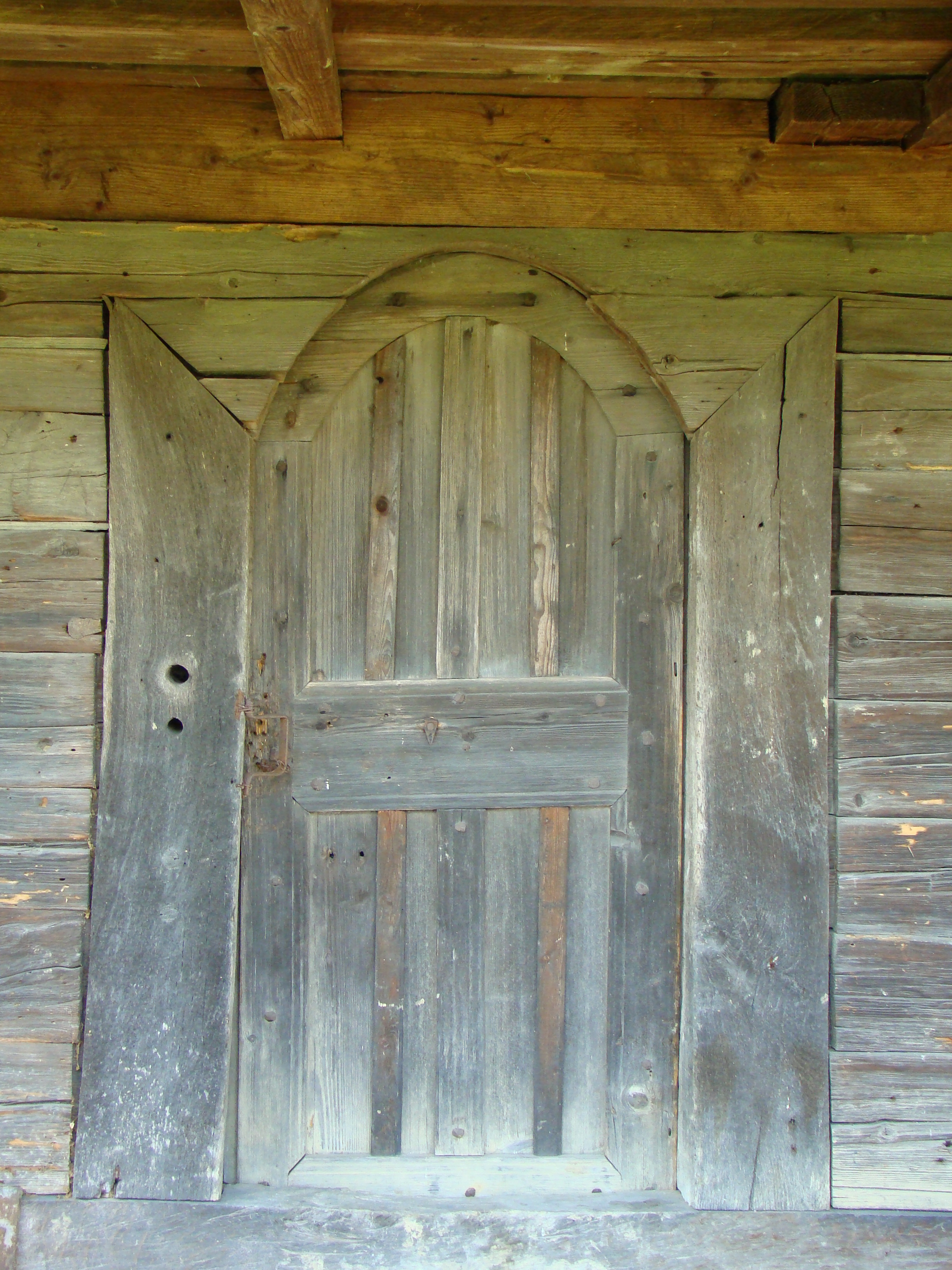
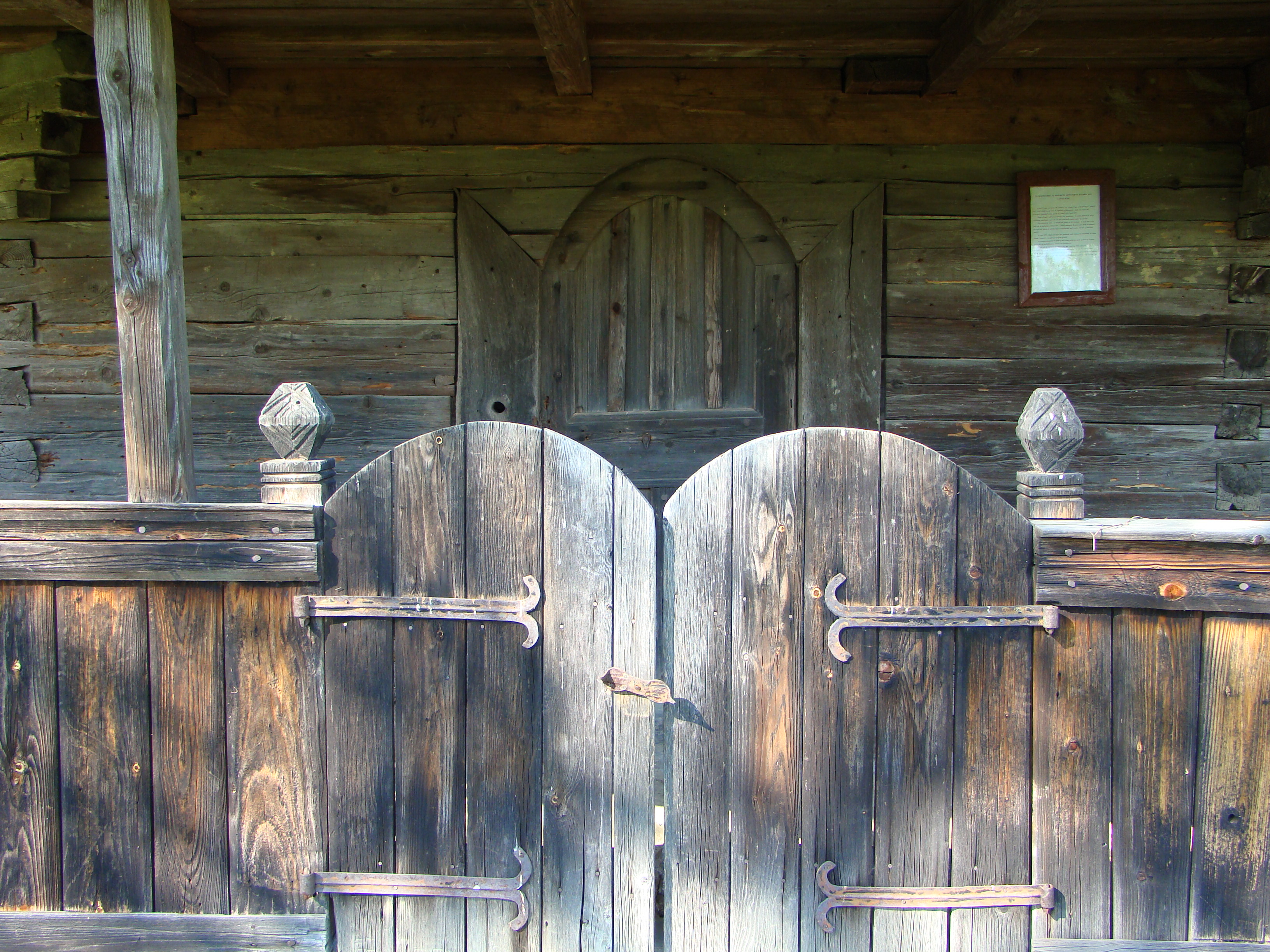
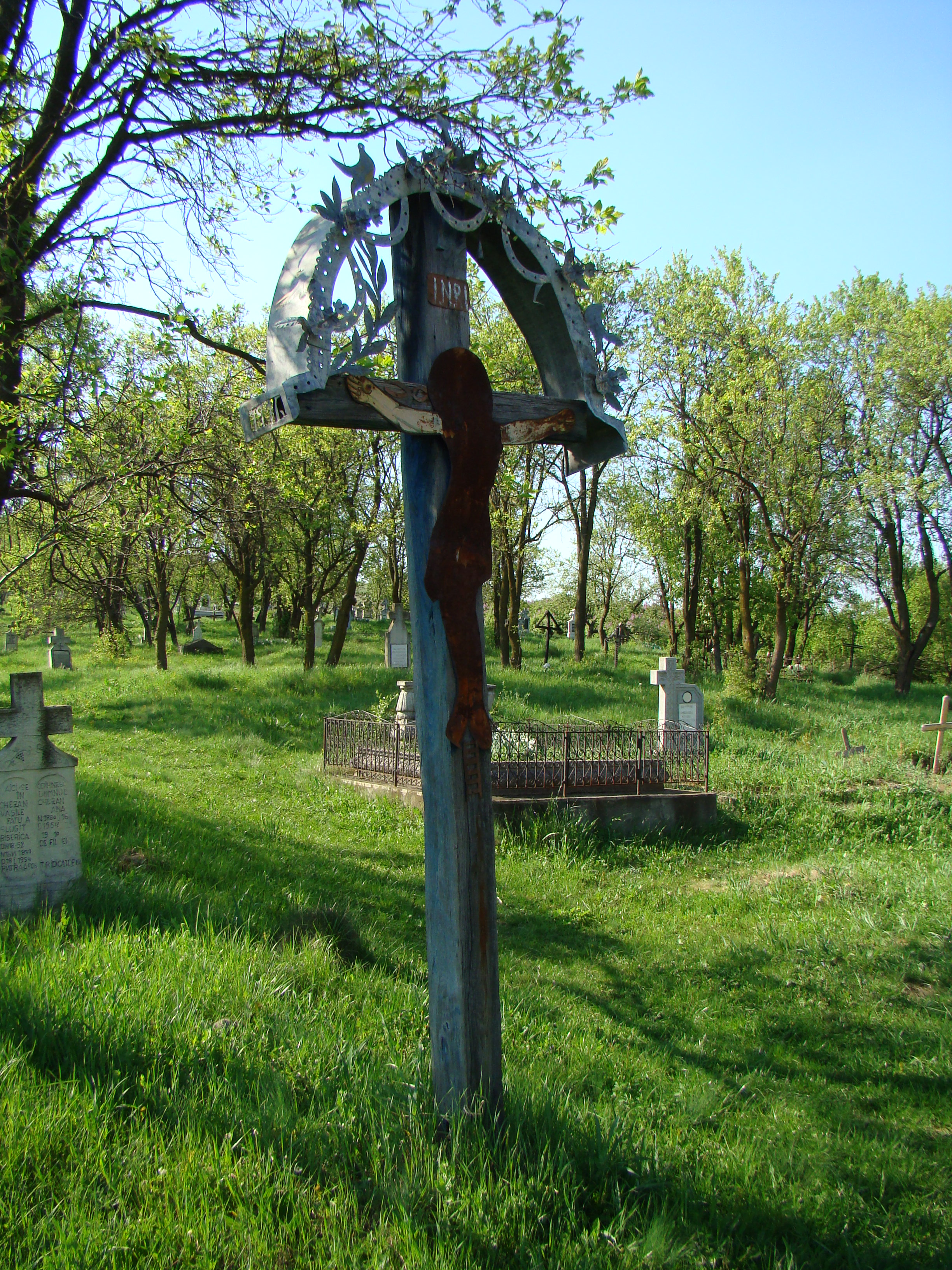
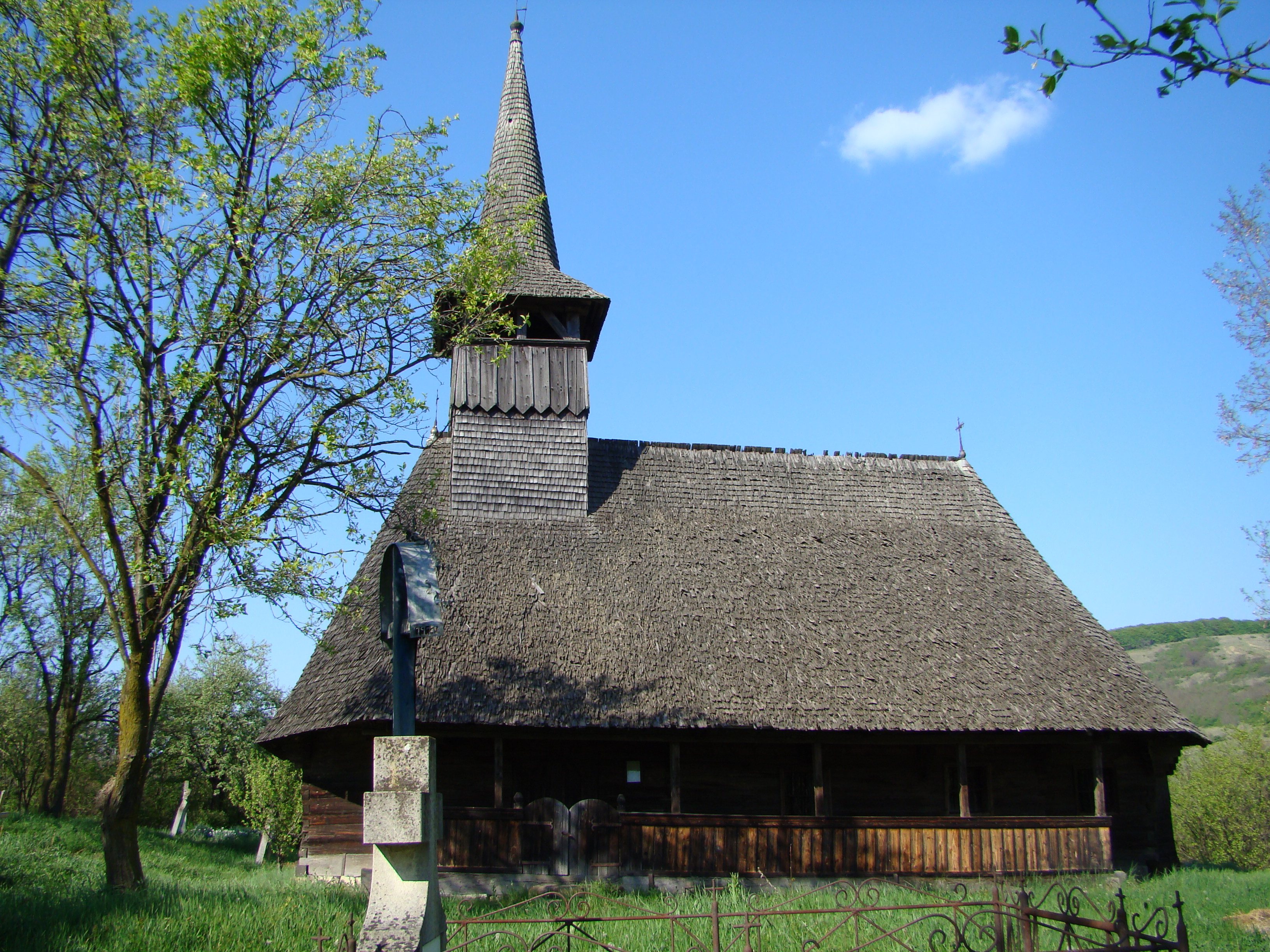
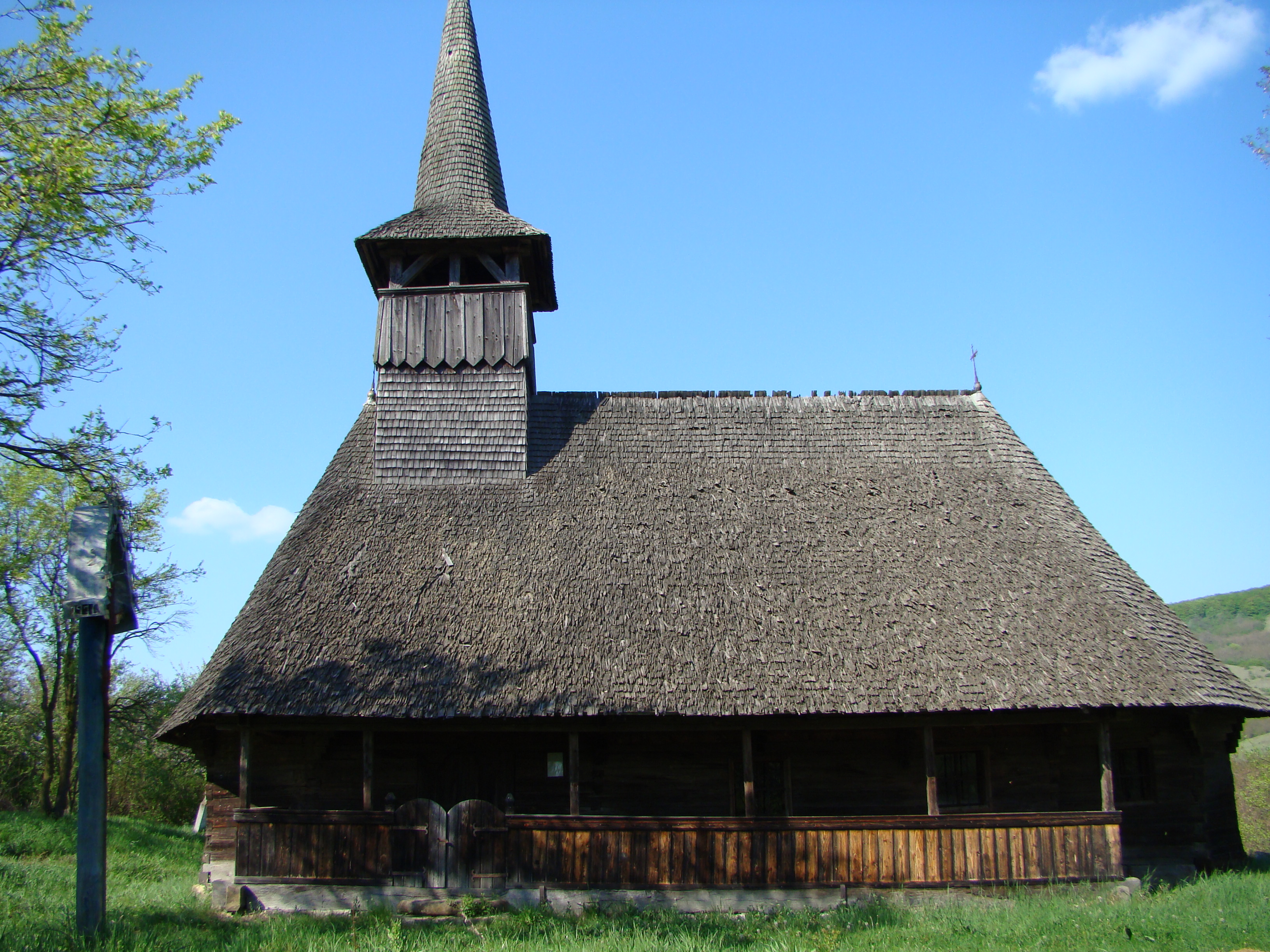
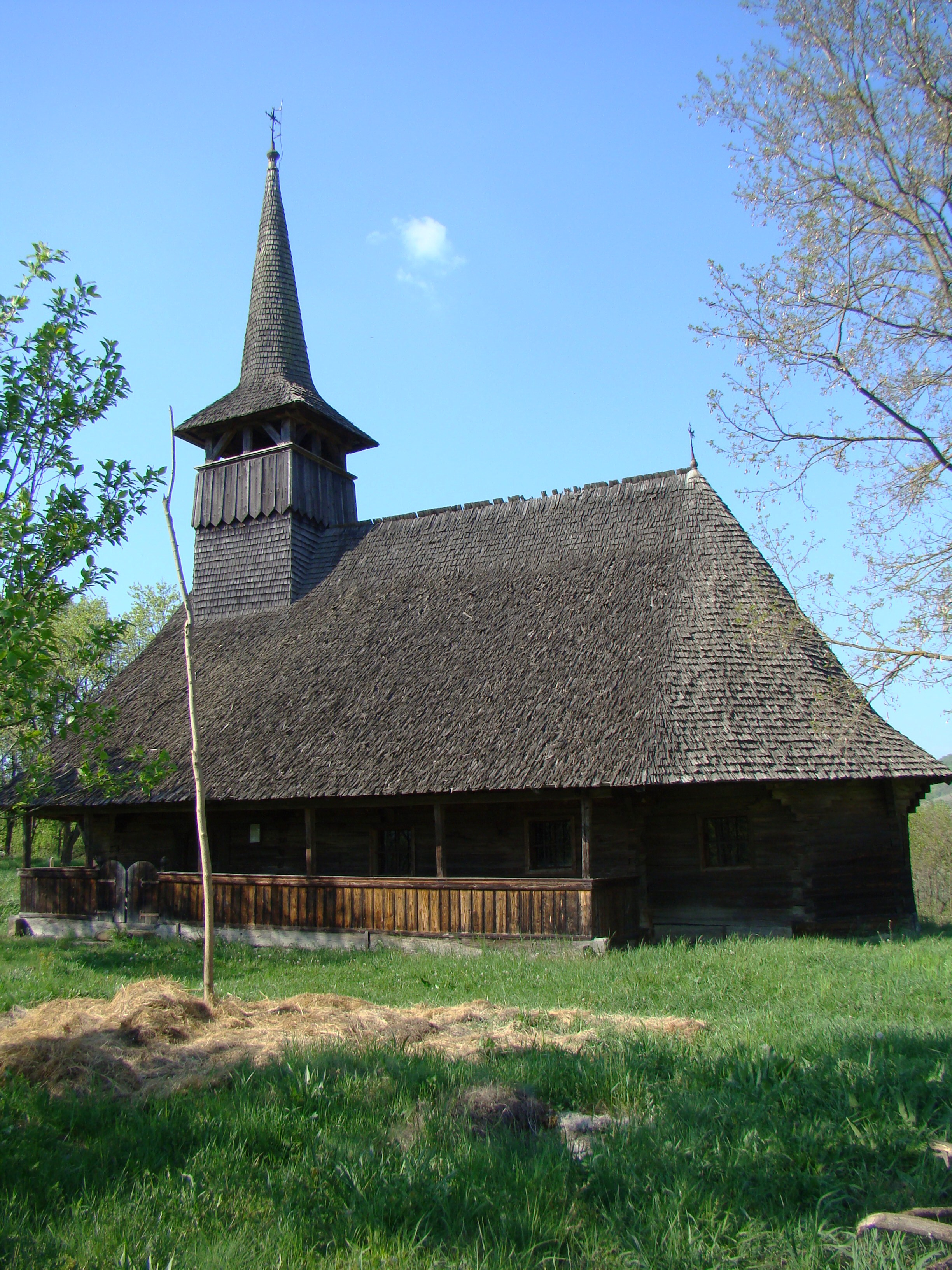
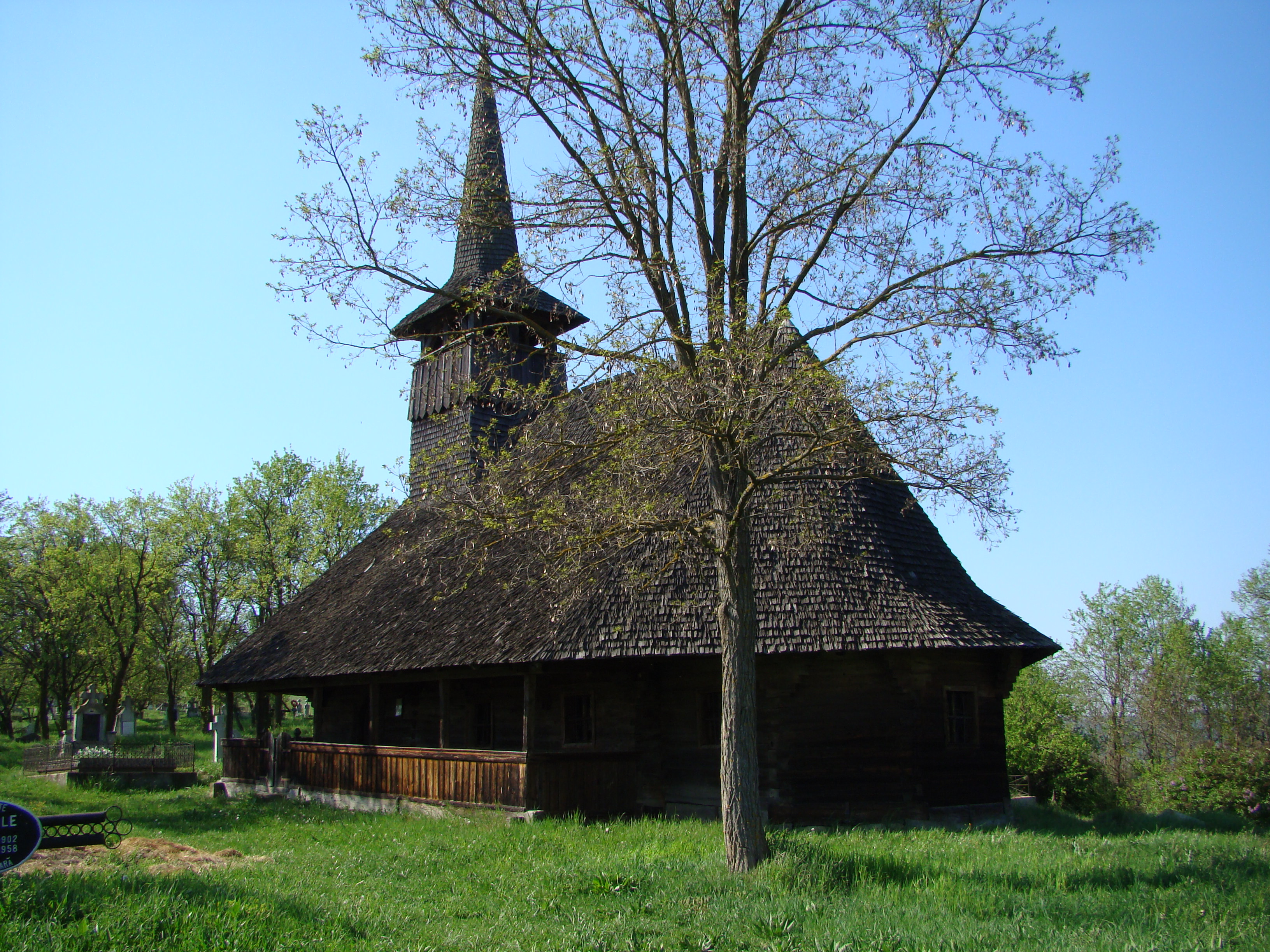
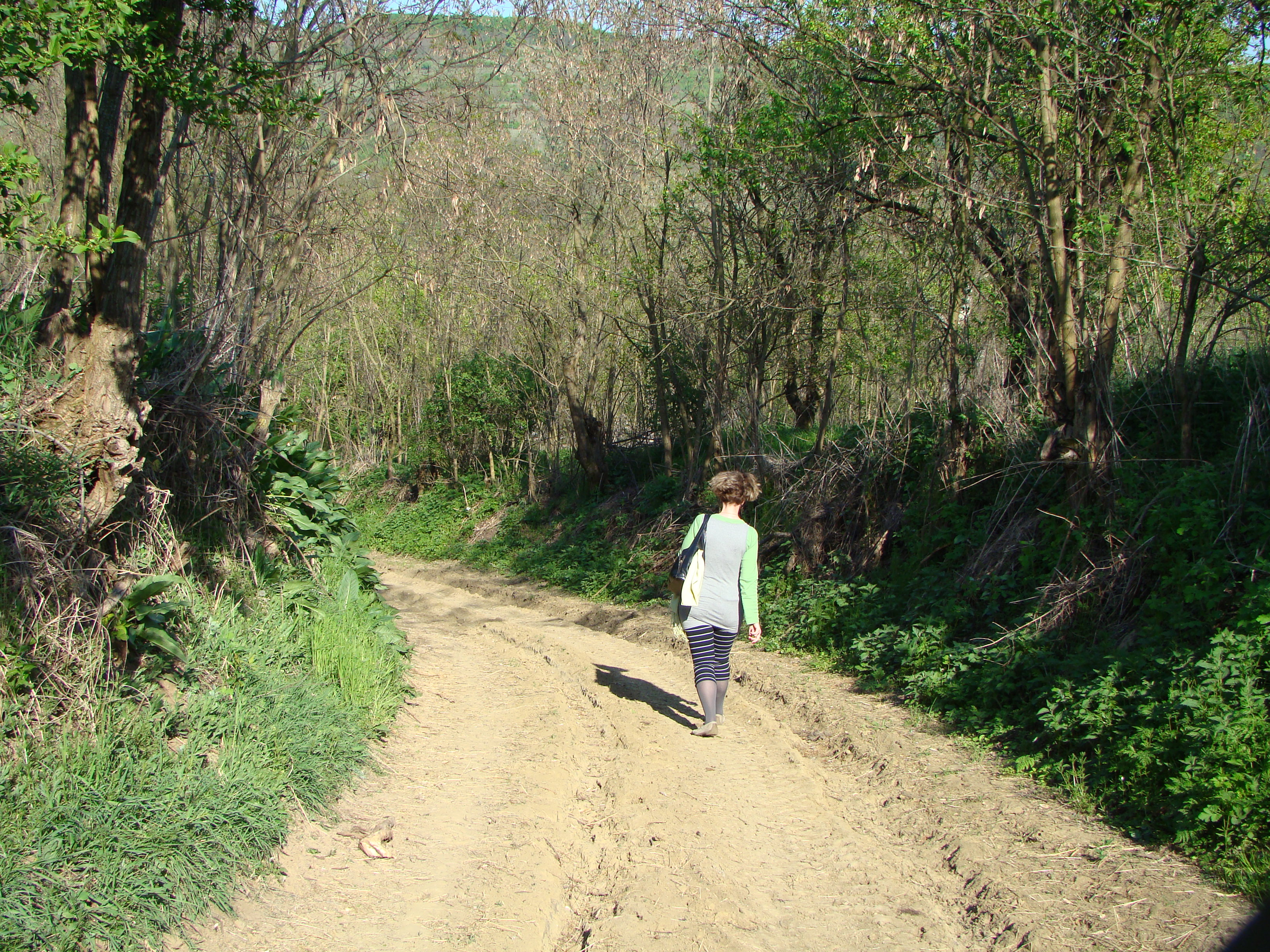
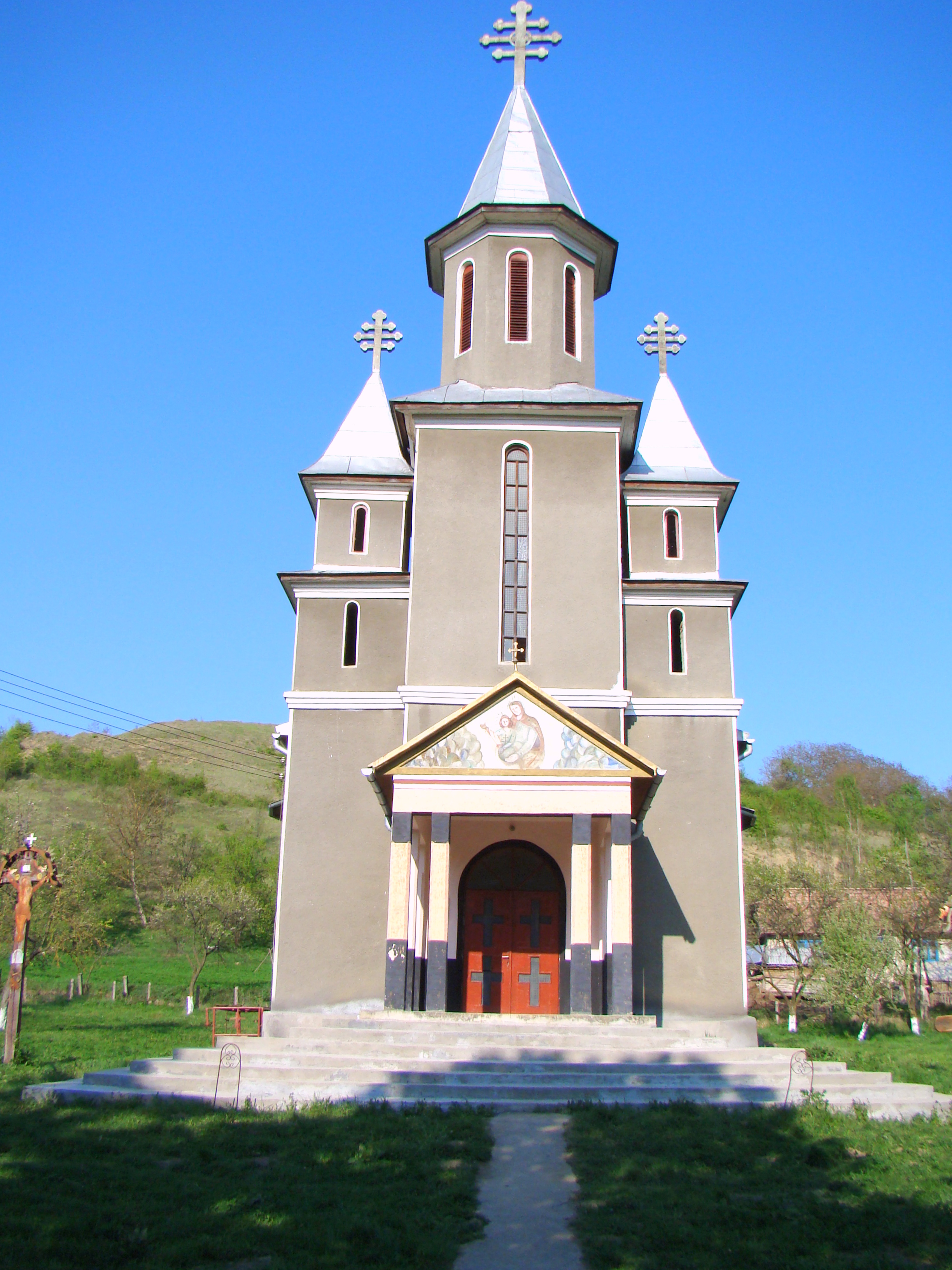
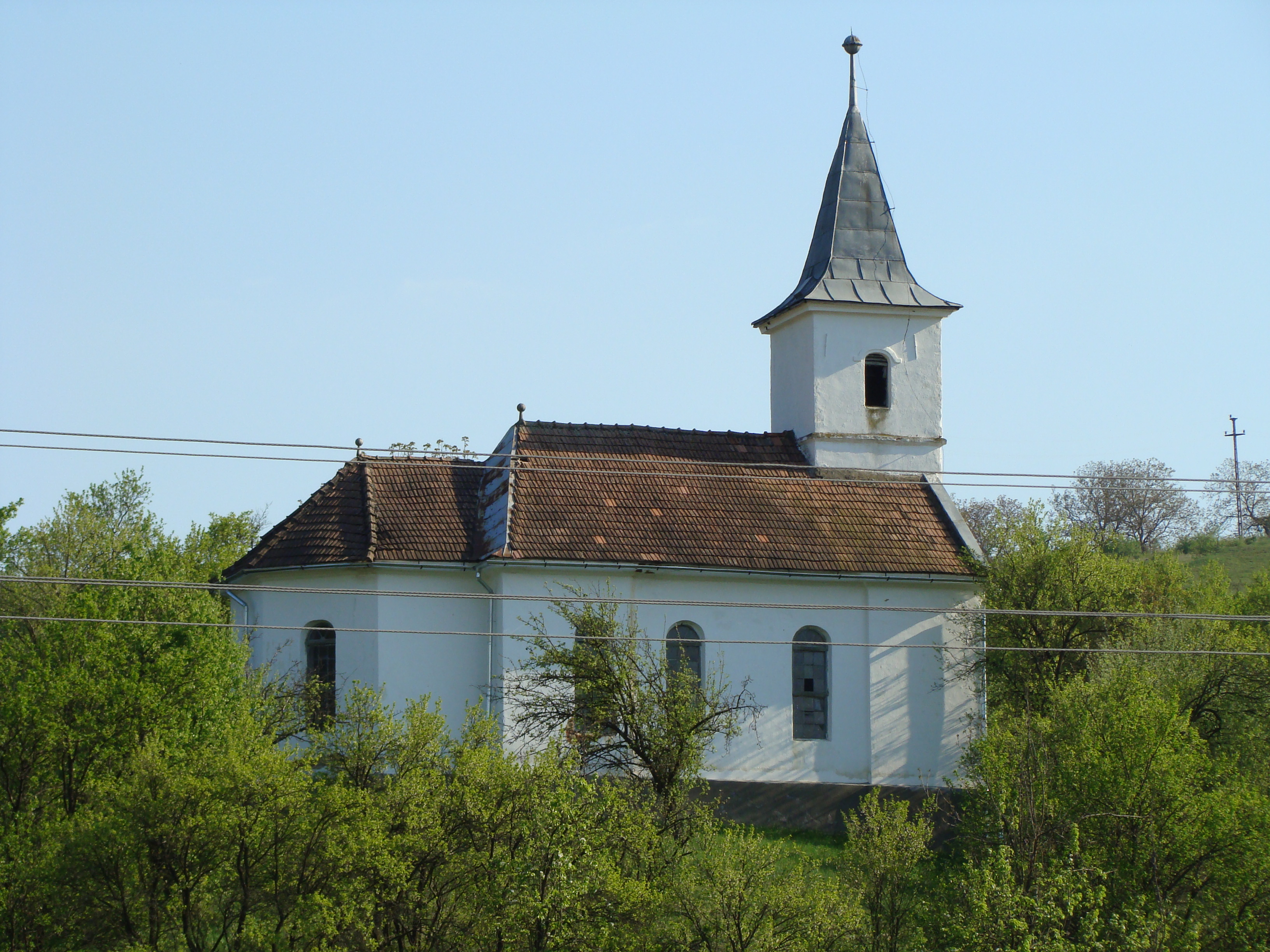

## Imagini din interior

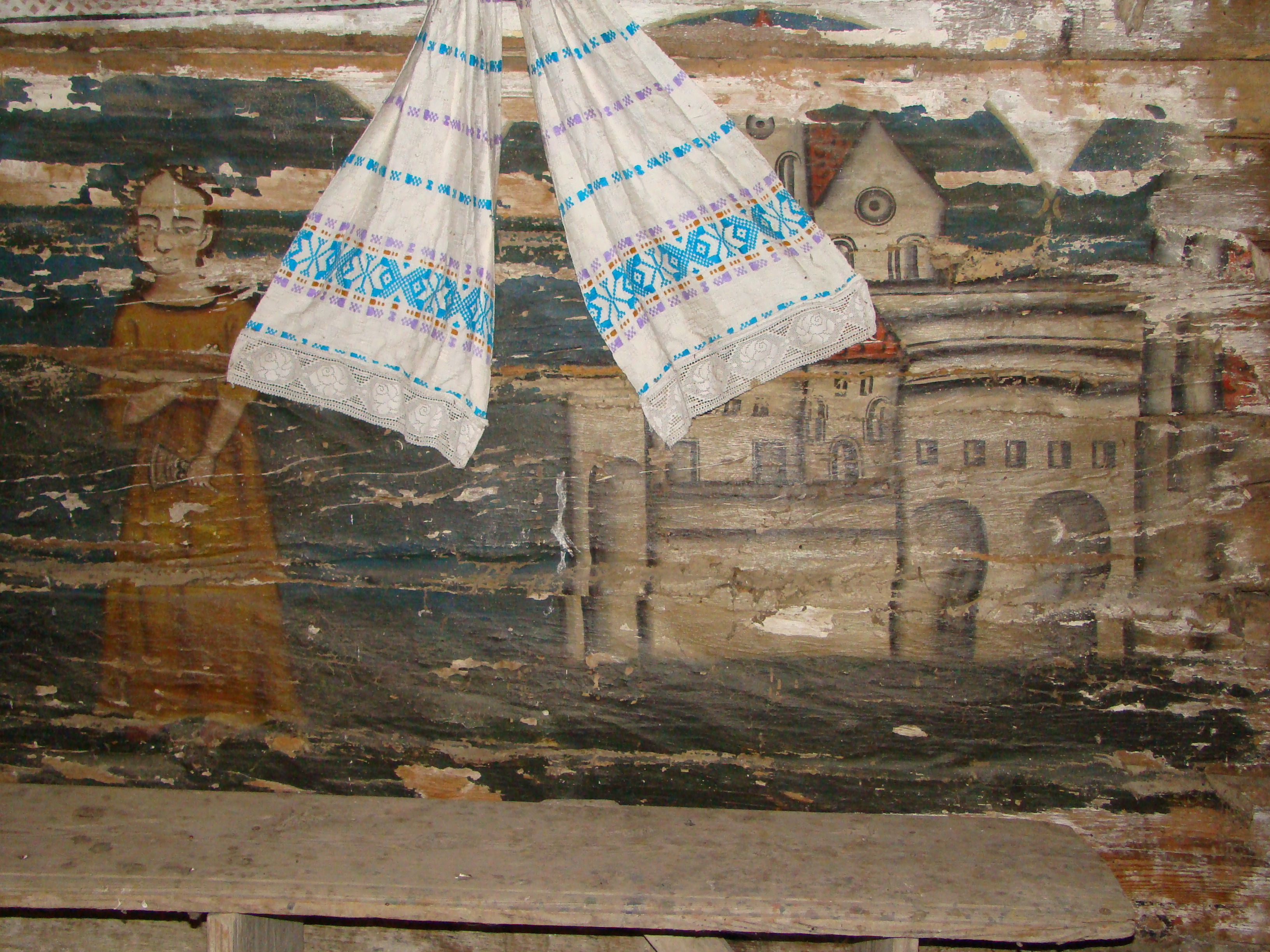
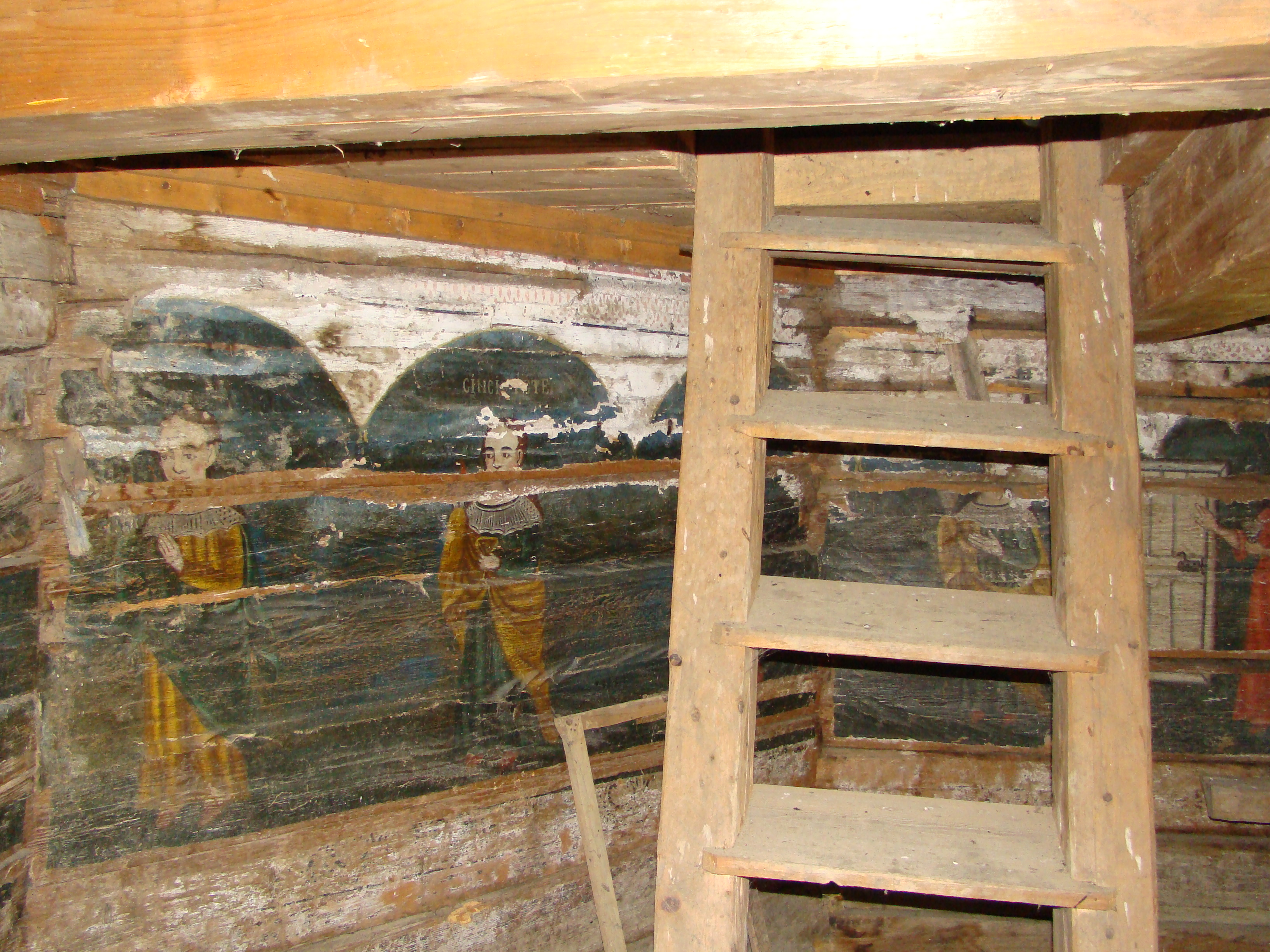
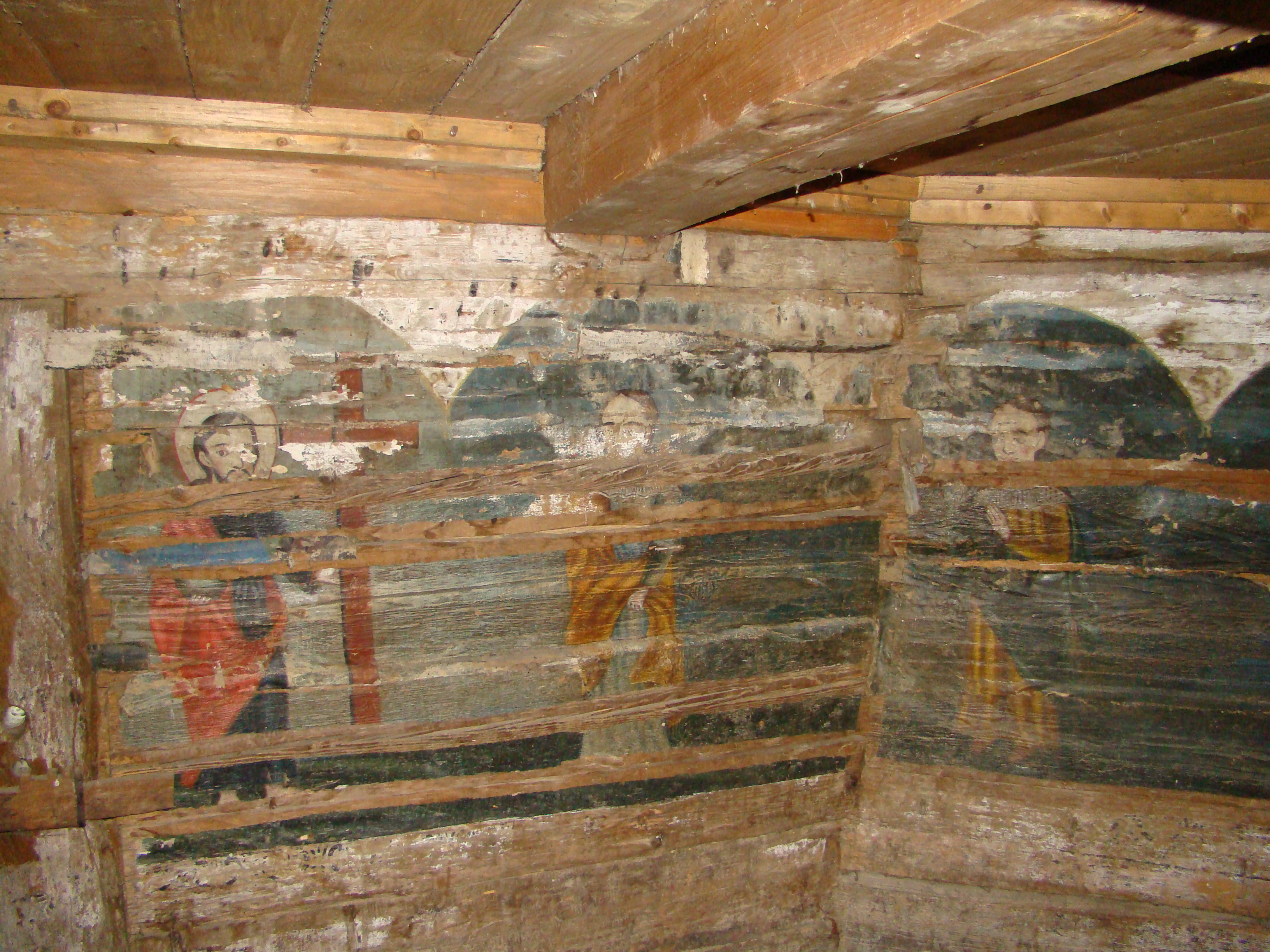
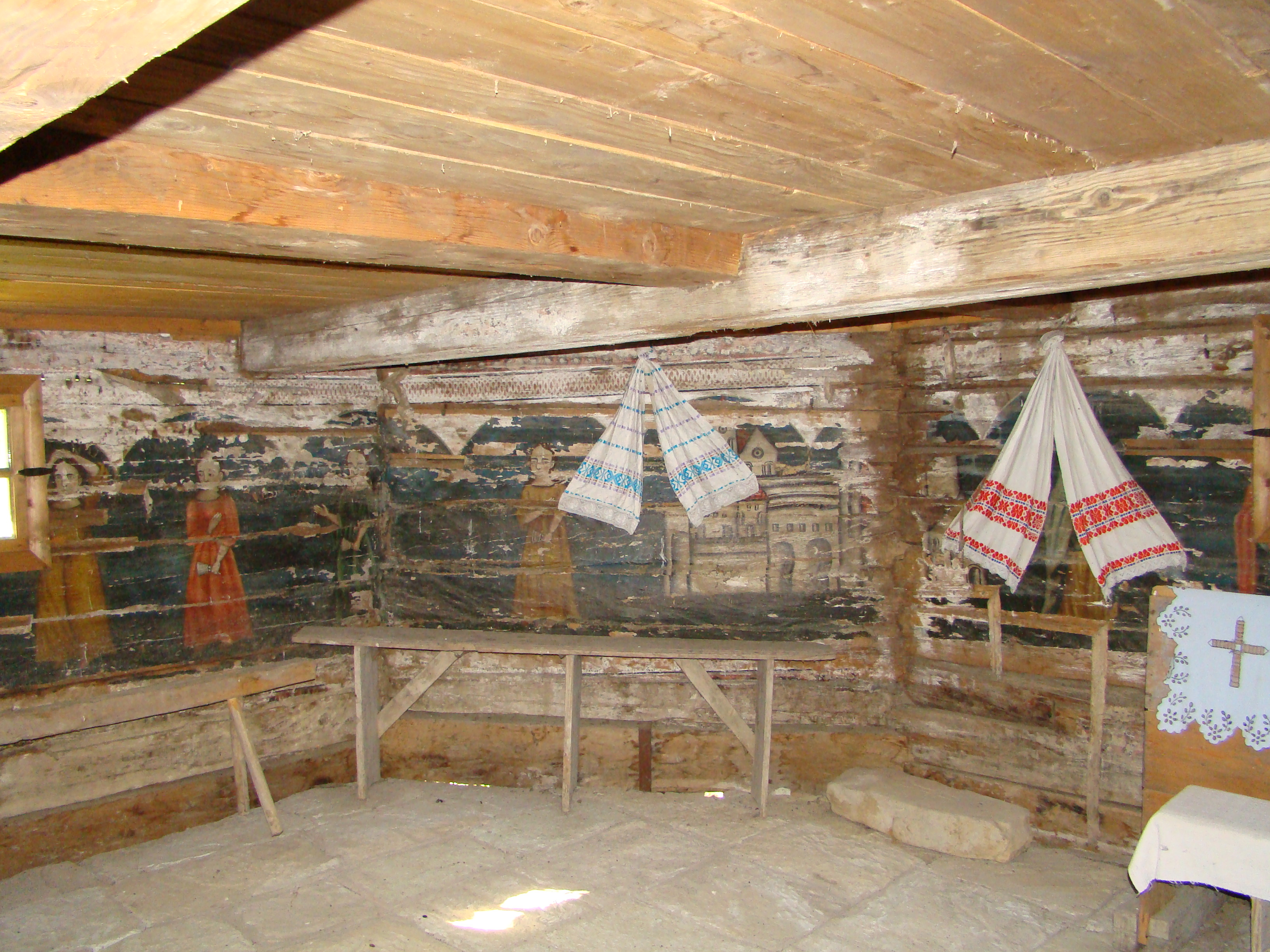
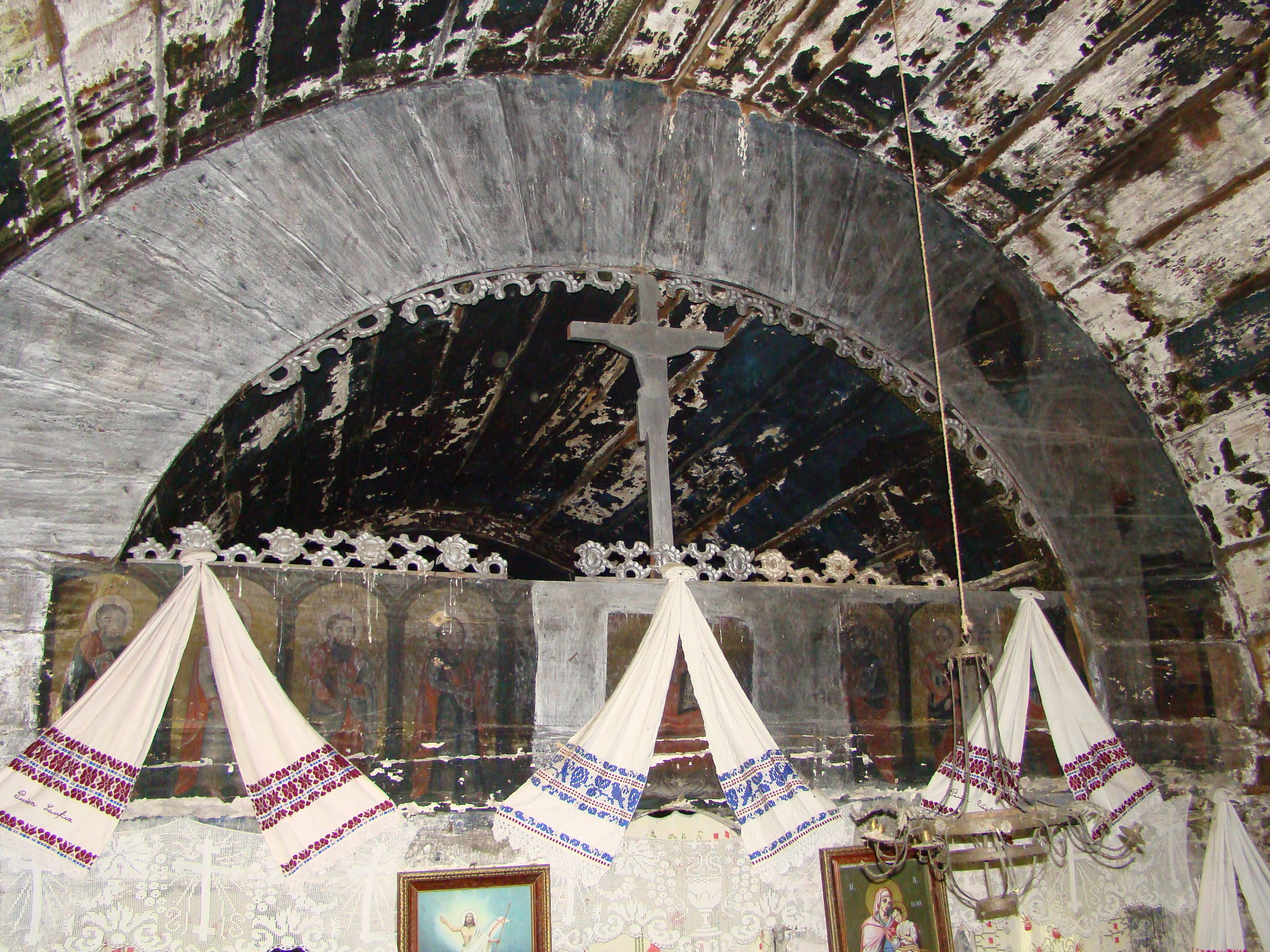
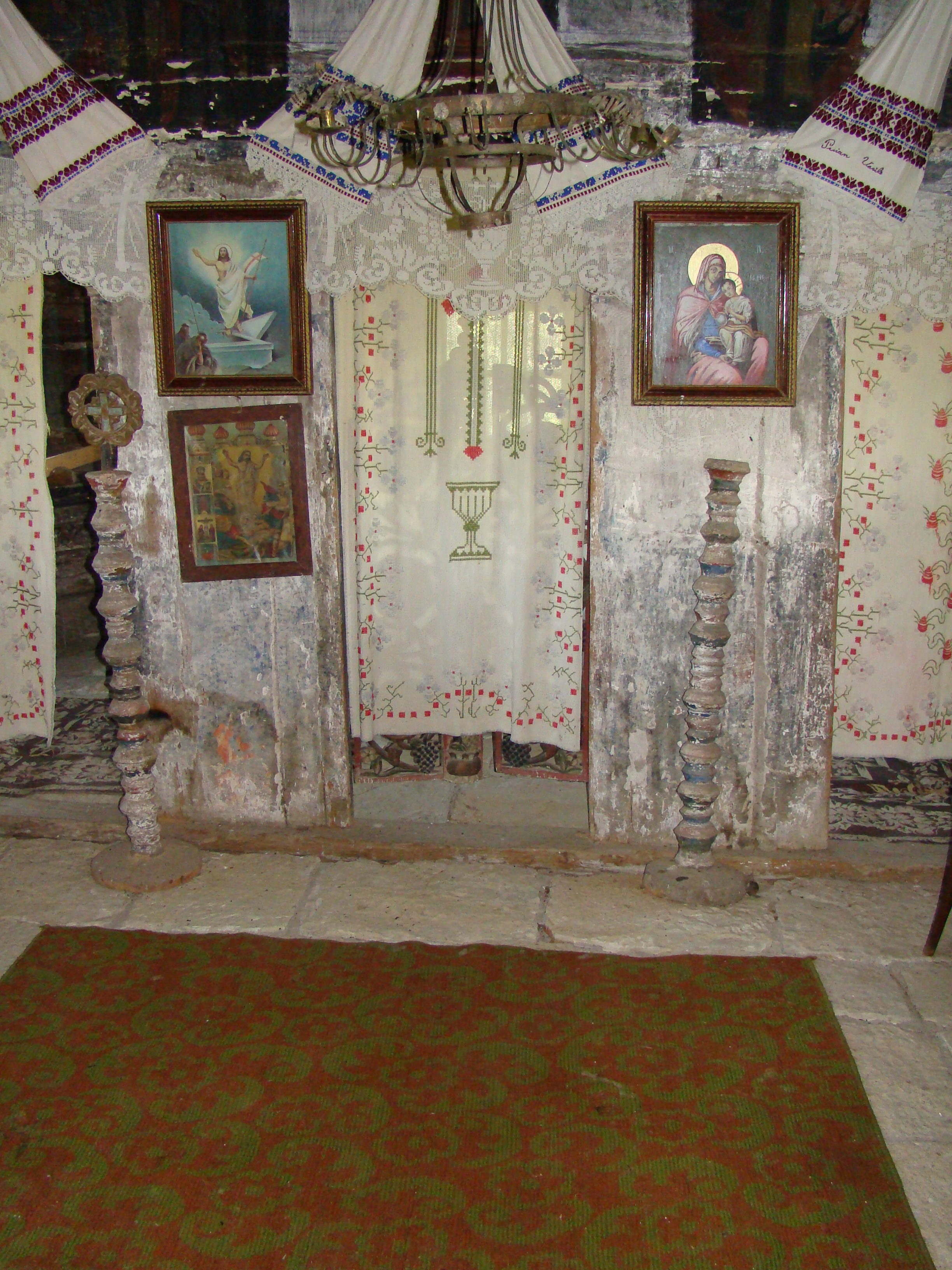
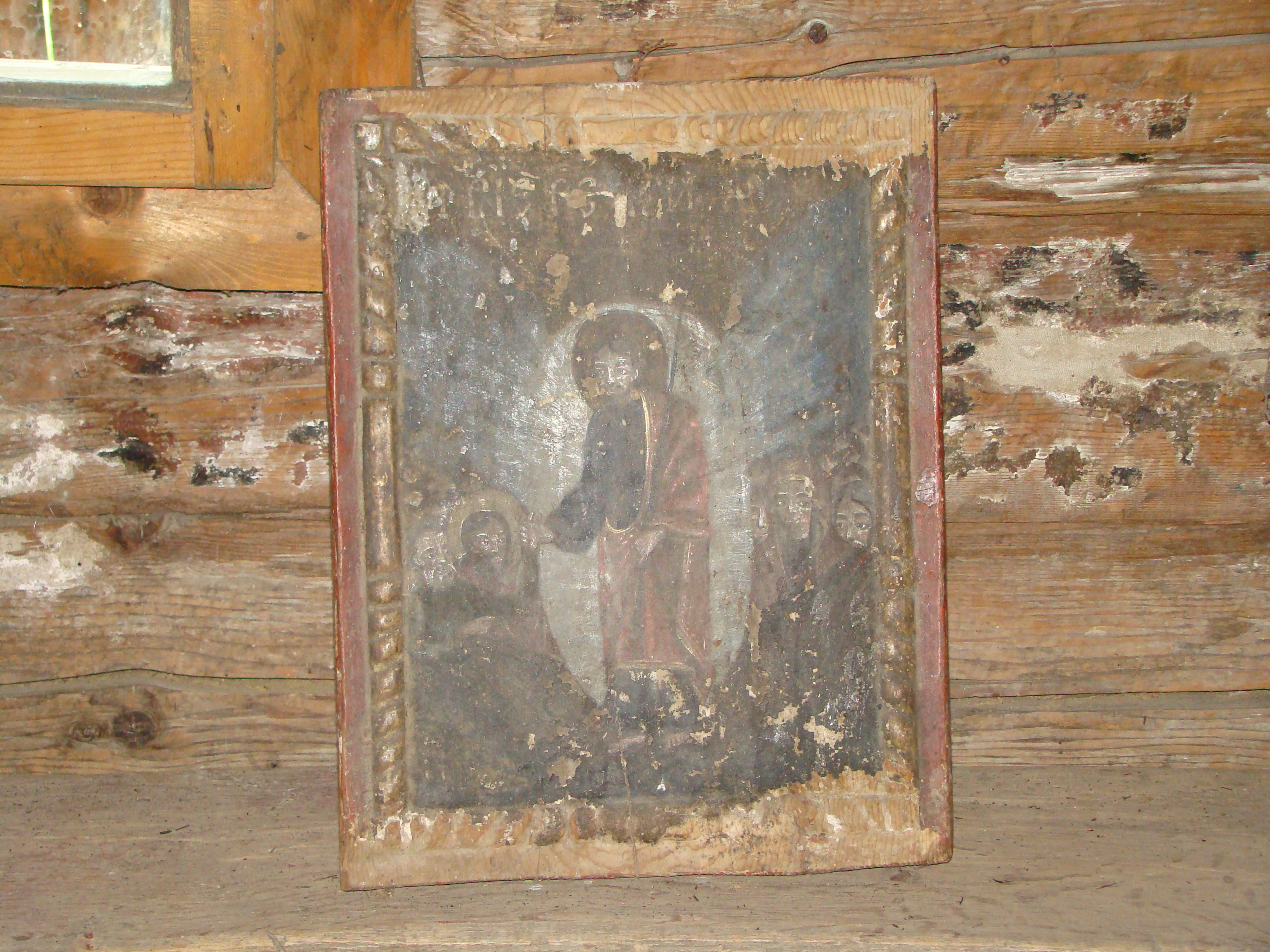
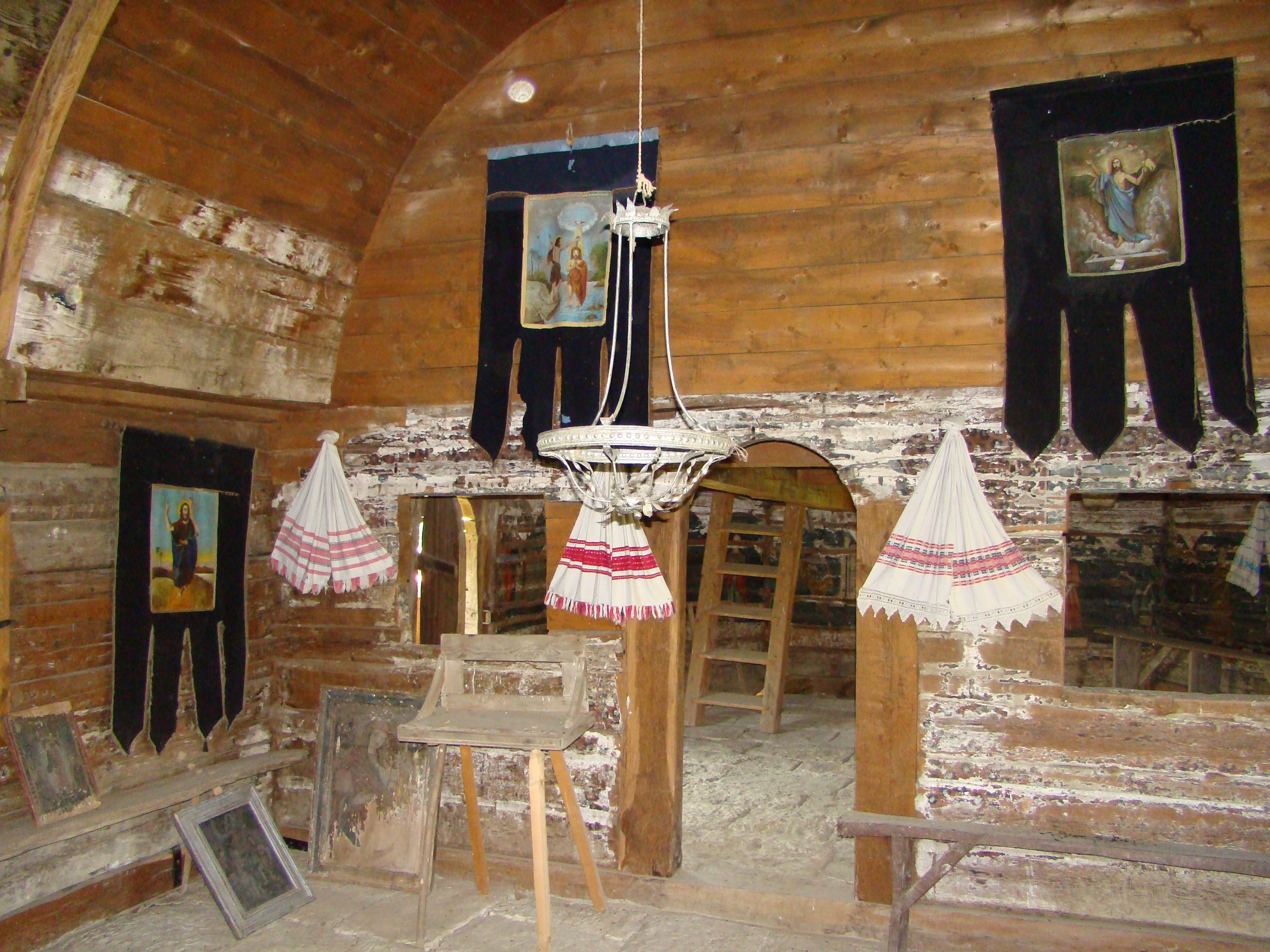
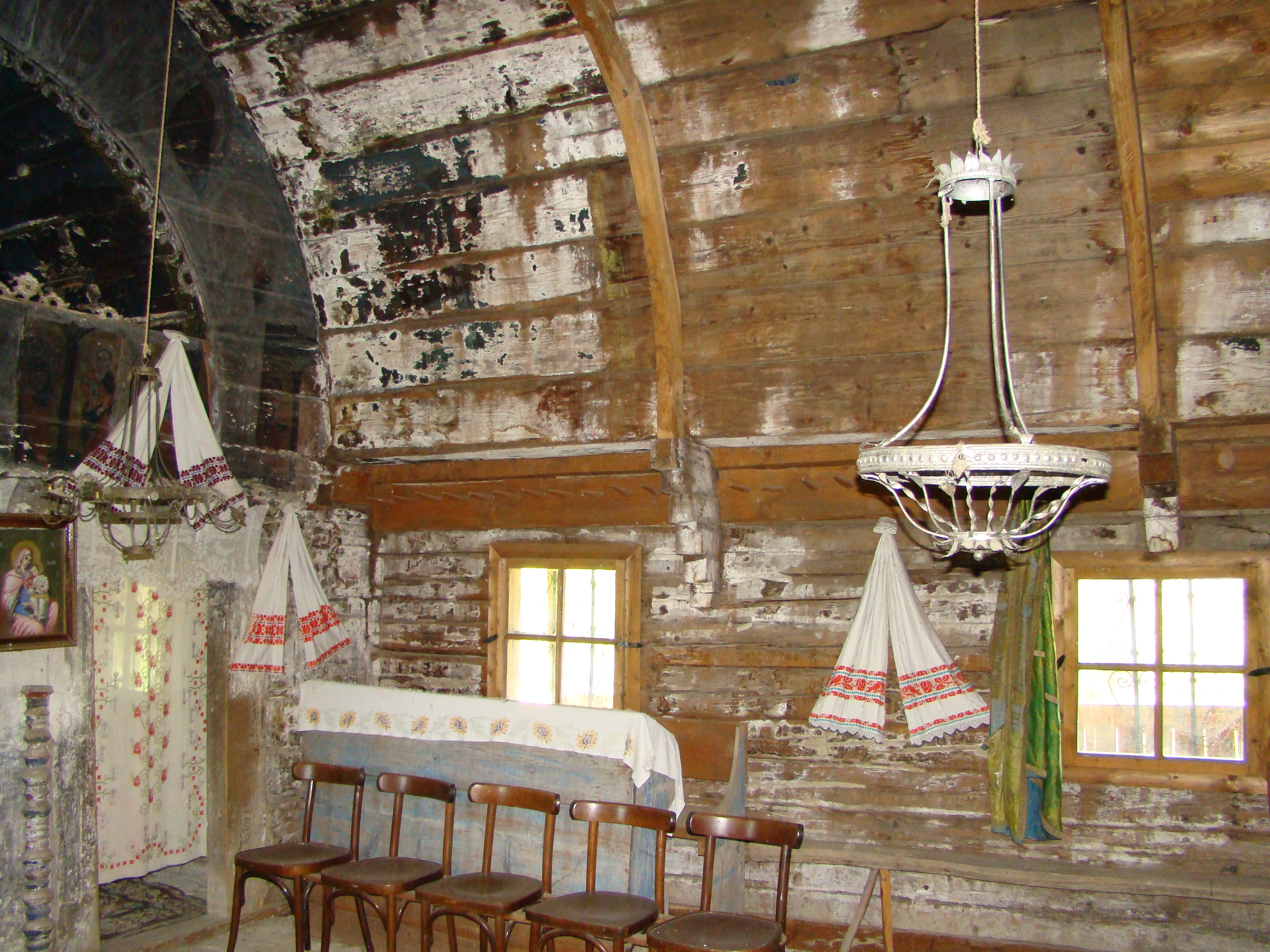
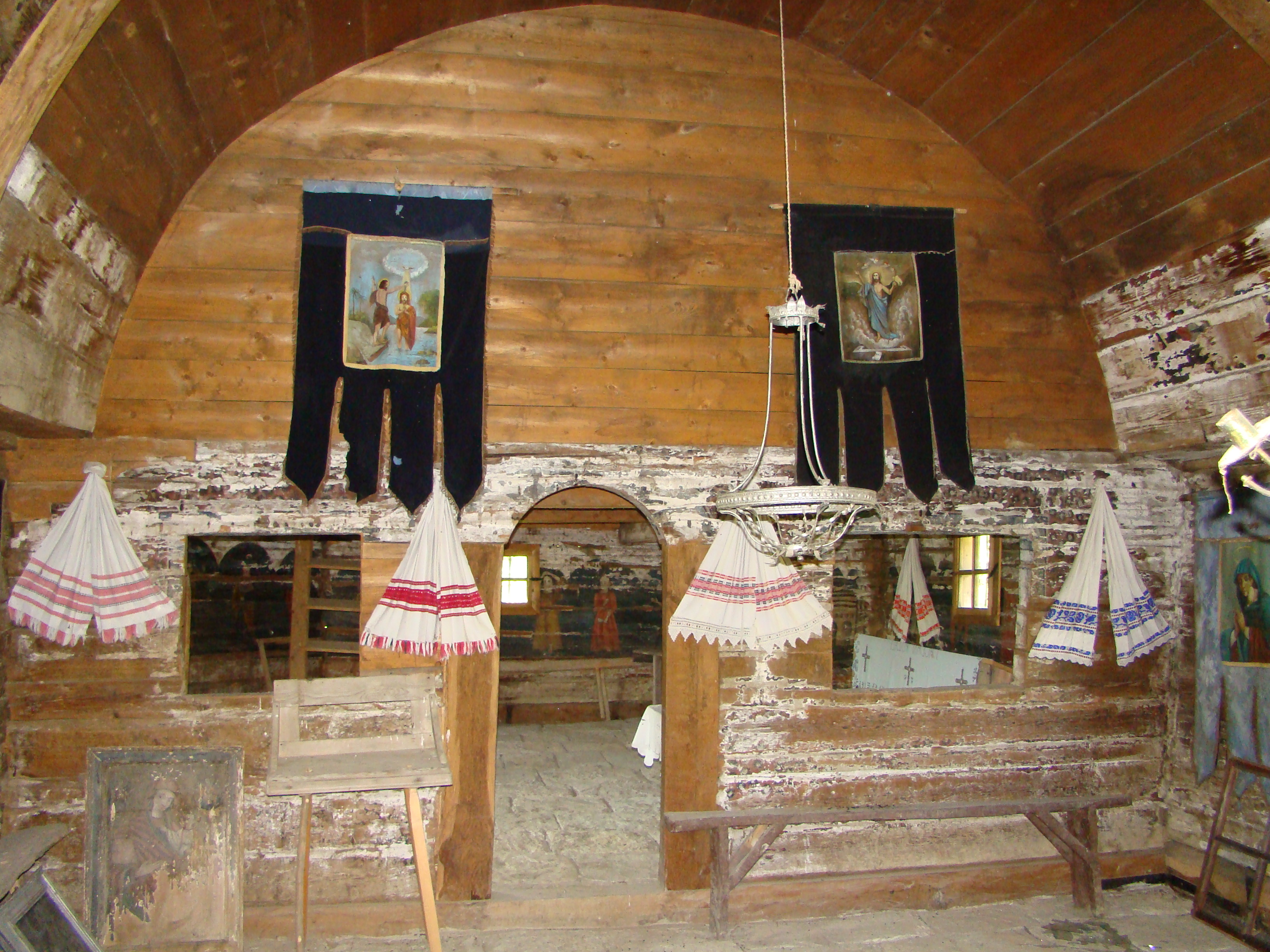
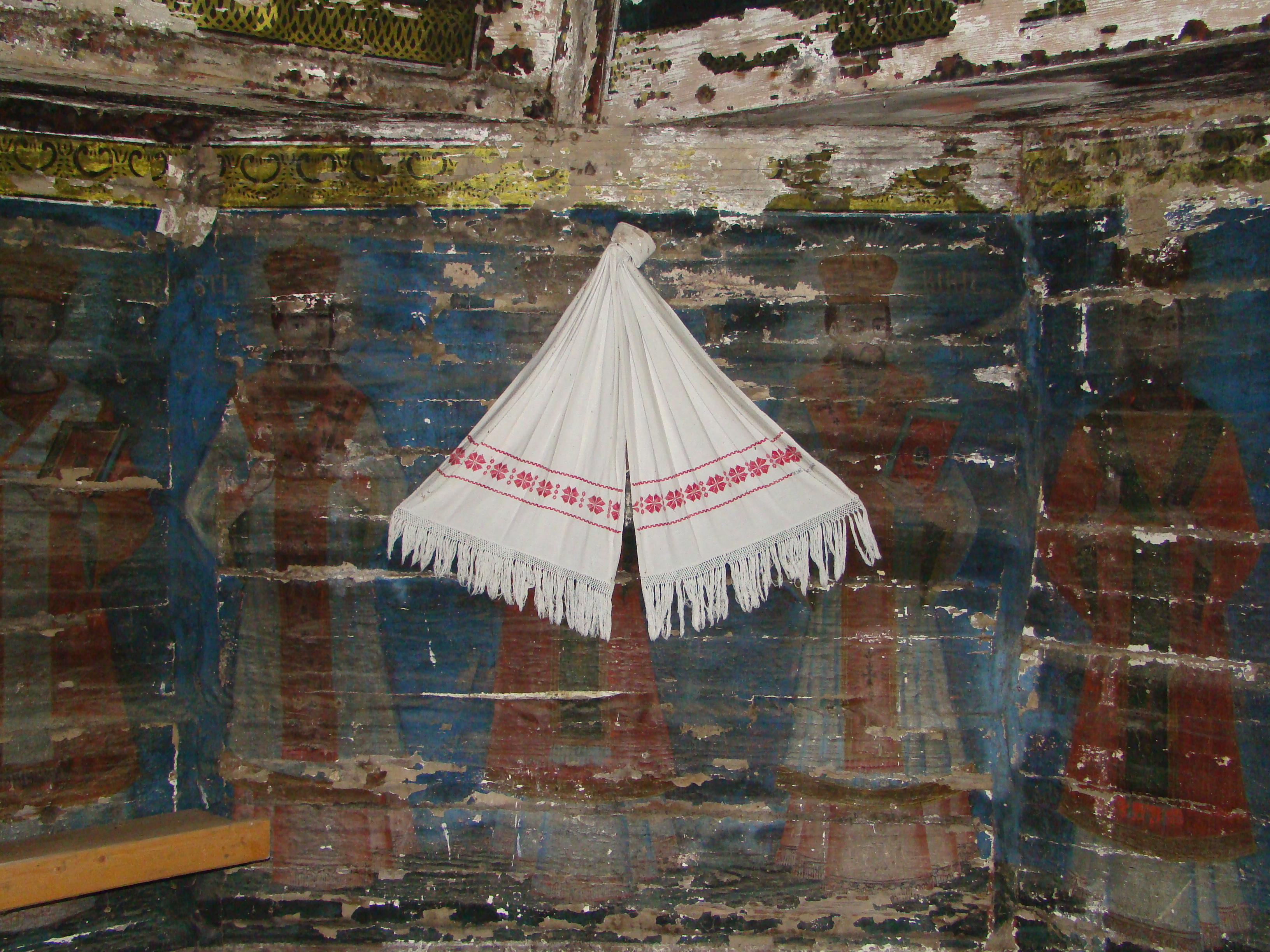
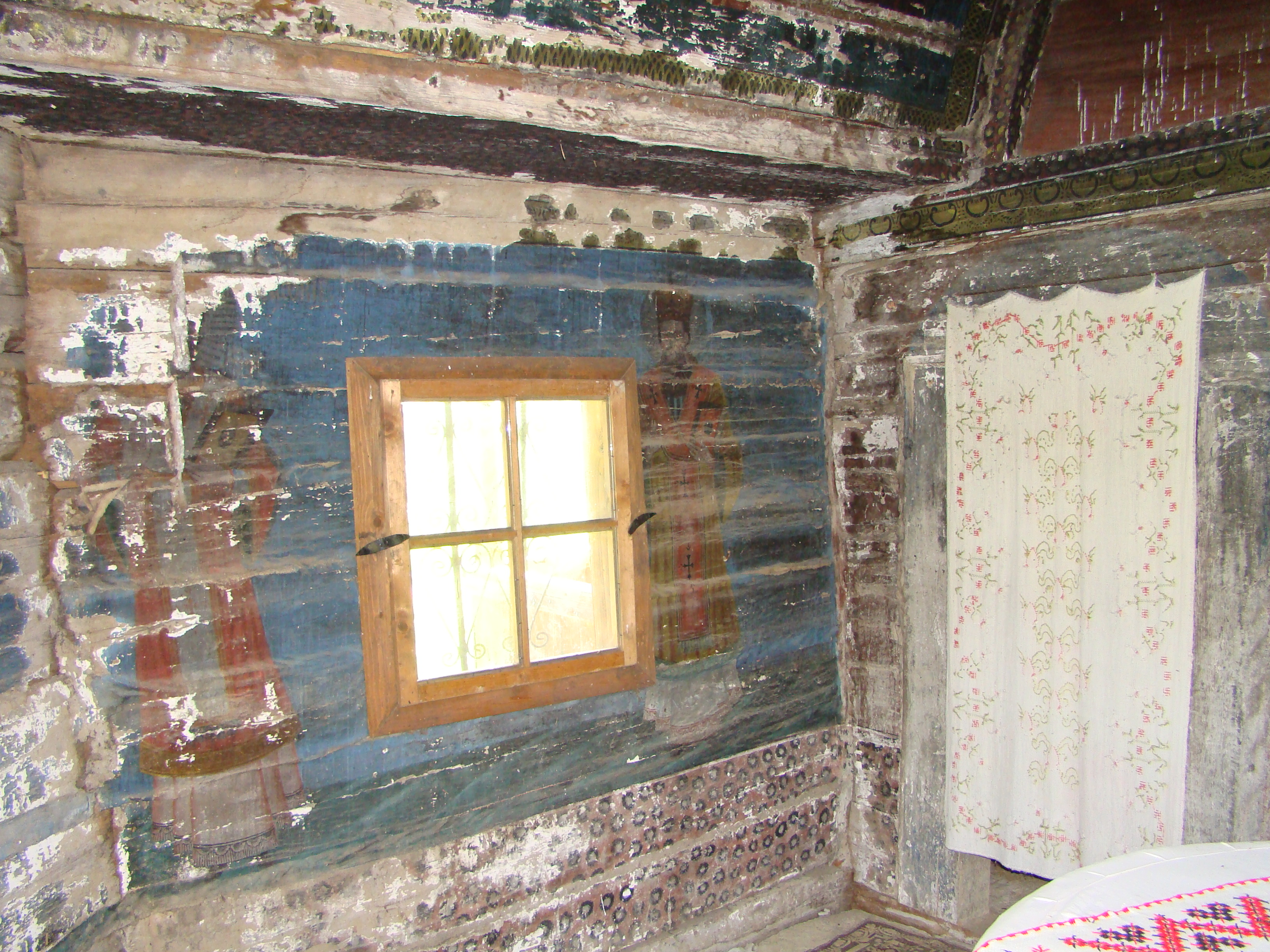
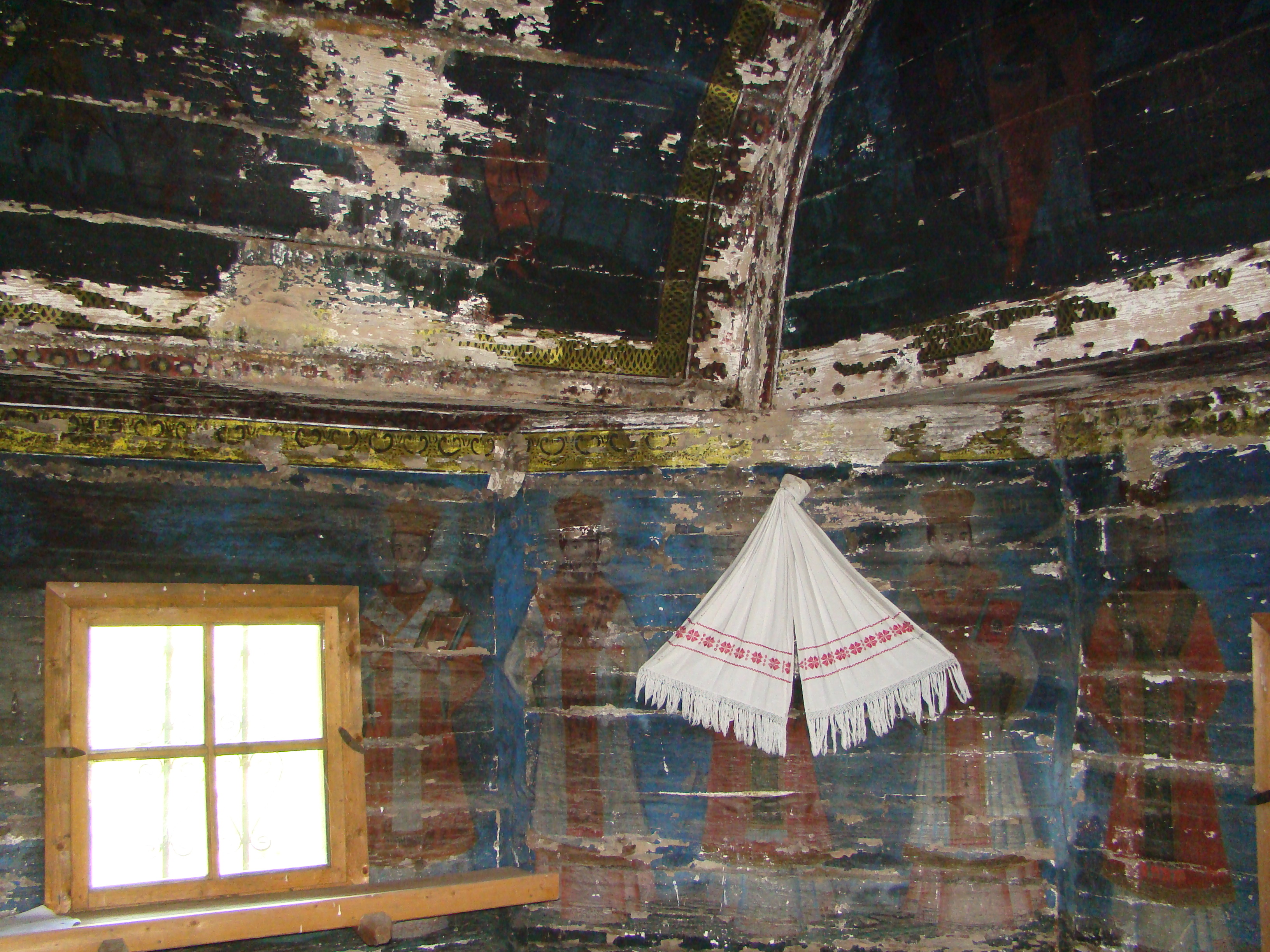
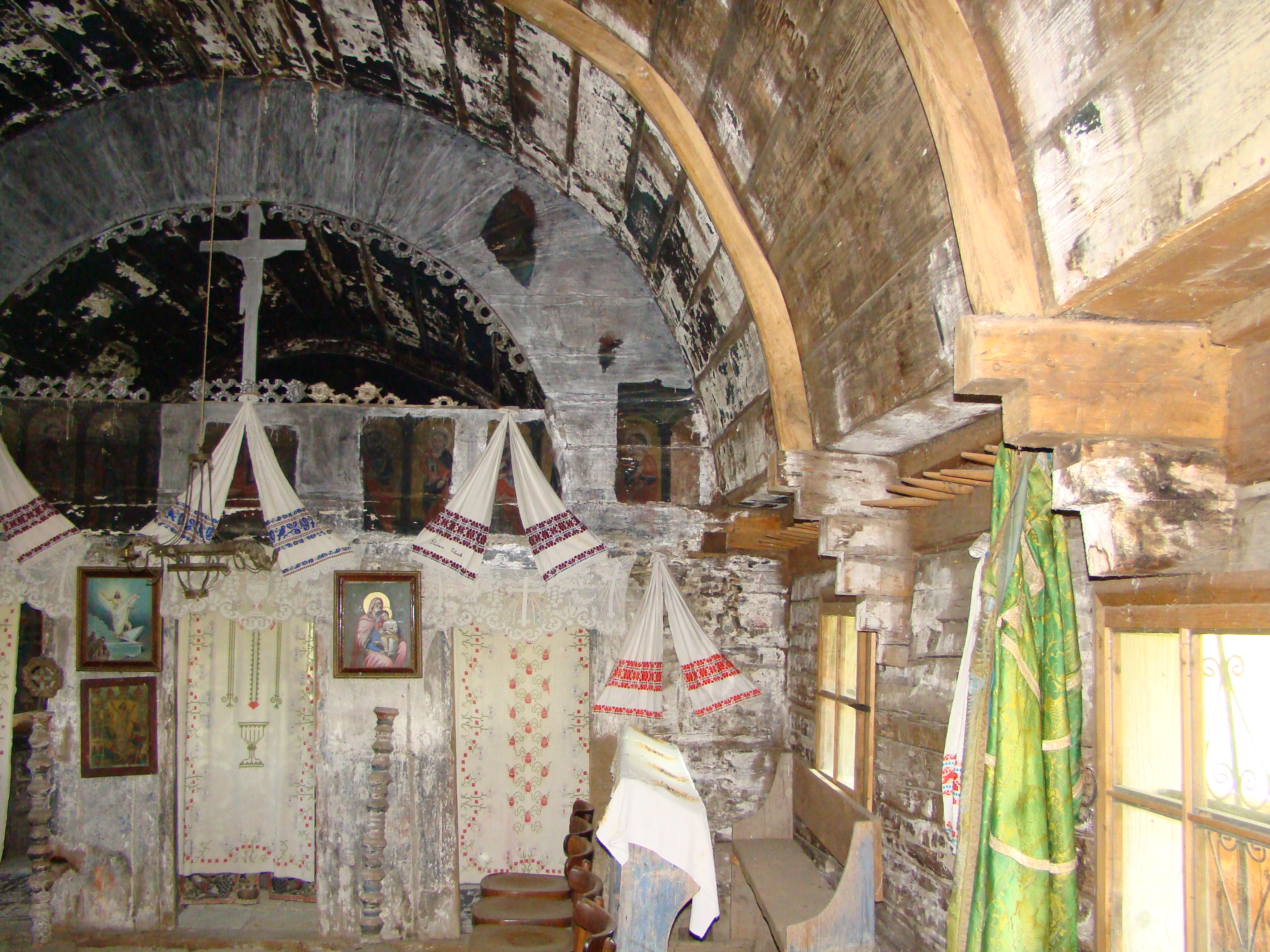
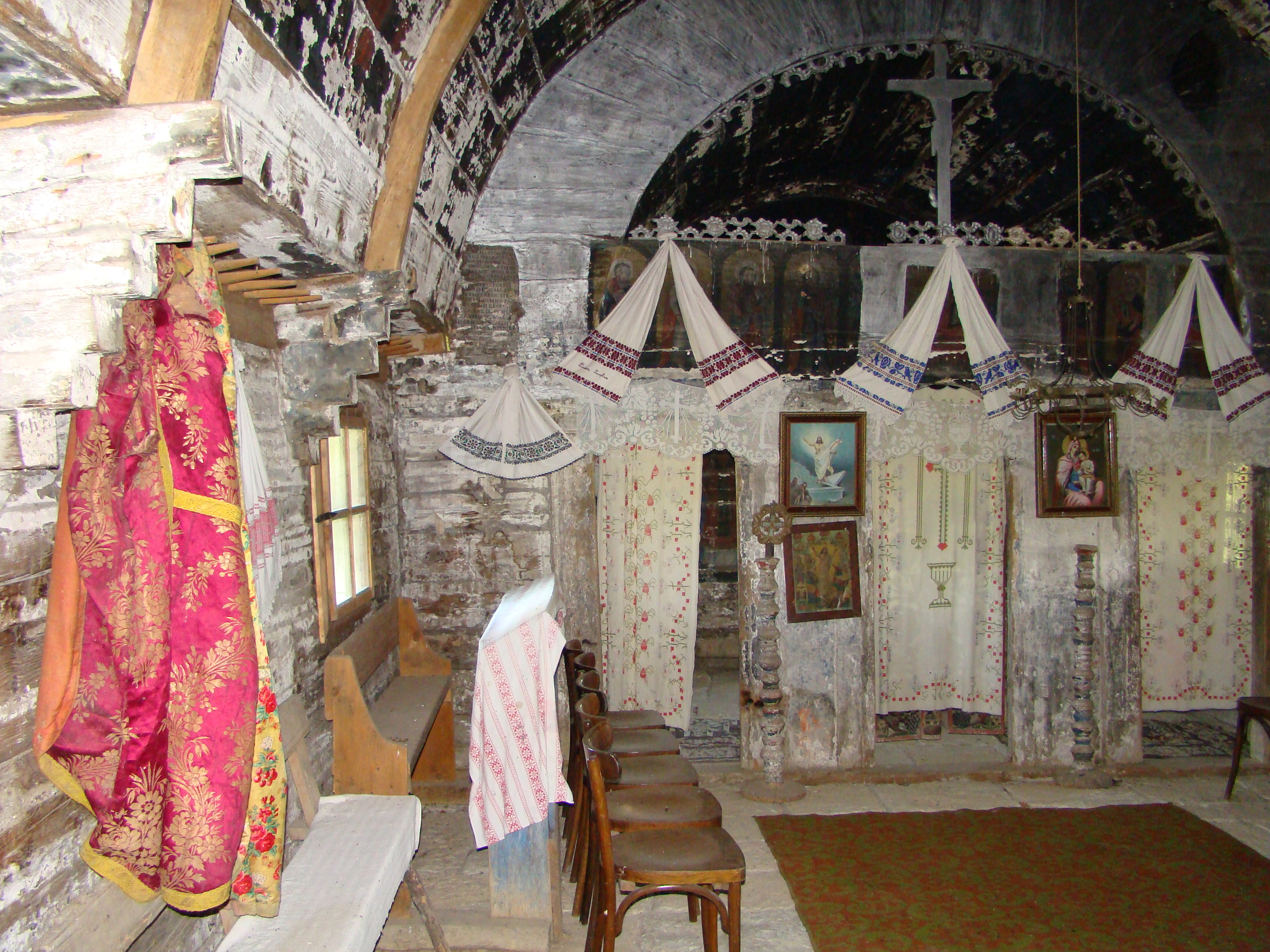
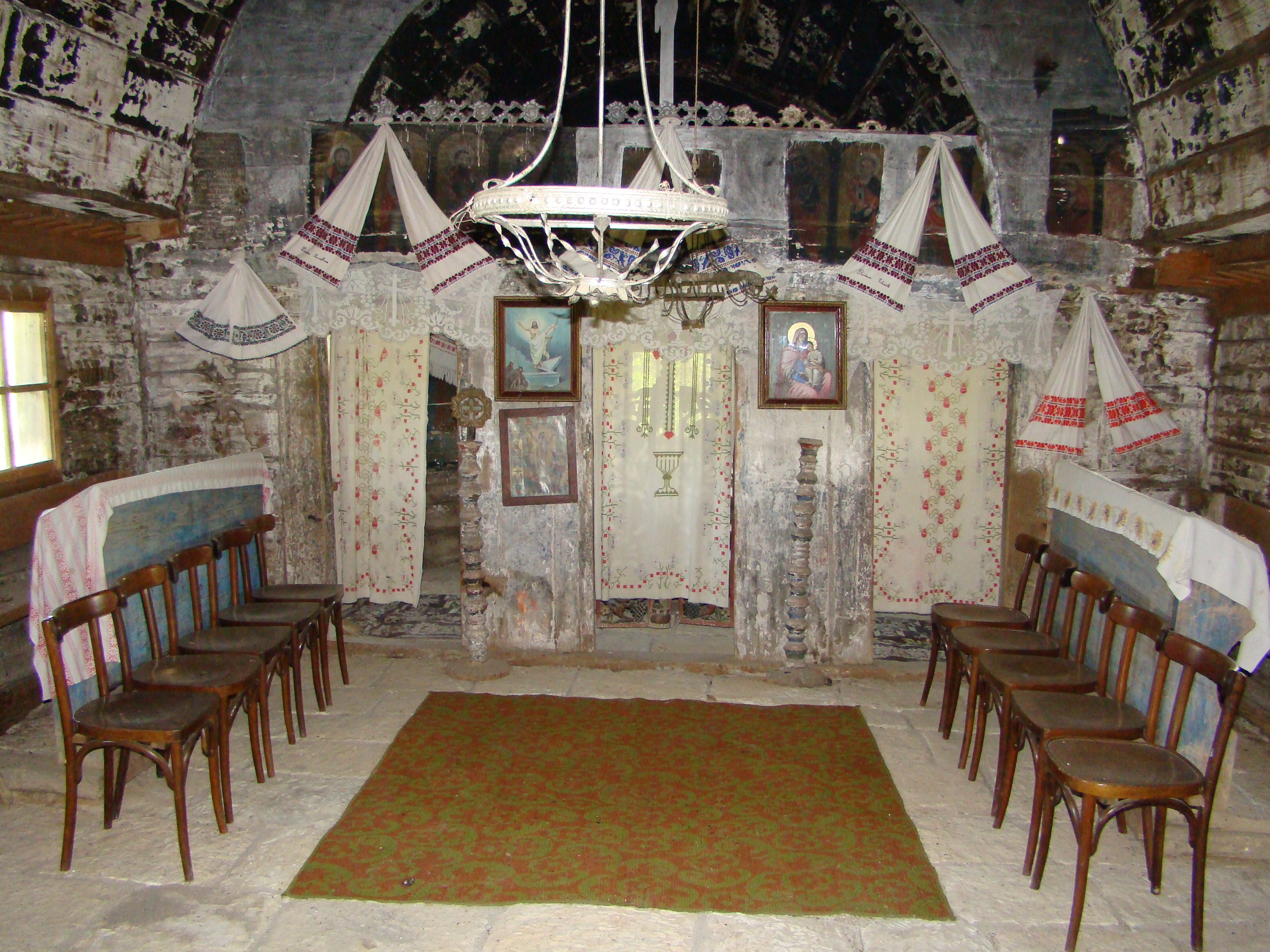